# Andreas Hillgruber
Andreas Fritz Hillgruber (Angerburg, 18 de enero de 1925; Colonia, 8 de mayo de 1989) fue un historiador alemán conservador, influyente como historiador militar y diplomático, que desempeñó un papel destacado en la Historikerstreit de la década de 1980 en Alemania. En su controvertido libro Zweierlei Untergang, escribió que los historiadores deberían "identificarse" con la Wehrmacht que luchó en el frente oriental y afirmó que no había diferencia moral entre las políticas aliadas hacia Alemania en 1944 y 1945 y el genocidio perpetrado contra los judíos.

## Vida y carrera
Hillgruber nació en Angerburg (Voivodato de Varmia y Masuria, actualmente Wegorzewo, Polonia), cerca de la entonces ciudad de Königsberg, en Prusia Oriental (actualmente Kaliningrado, Rusia). Su padre perdió su trabajo como profesor bajo el régimen nazi. Hillgruber sirvió en el ejército alemán de 1943 a 1945 durante la Segunda Guerra Mundial, luchando en el frente oriental, una experiencia que más tarde desempeñaría un papel en su evaluación y escritura sobre el período. En 1945 huyó al oeste para escapar del Ejército Rojo, otra experiencia que lo influenciaría mucho. Pasó los años 1945-48 como prisionero de guerra en Francia.  Después de su liberación, estudió en la Universidad de Gotinga, donde se doctoró en 1952. Como estudiante, Hillgruber fue un protegido del medievalista Percy Ernst Schramm, un académico que, como comentó Eberhard Jäckel, consideraba la Segunda Guerra Mundial como una guerra normal que, lamentablemente, los nazis no fueron tan hábiles en librar como deberían haberlo sido. Gran parte de los primeros trabajos de Hillgruber reflejaron la influencia de Schramm. Pasó la década 1954-64 trabajando como maestro de escuela. En 1960 se casó con Karin Zieran, con quien tuvo tres hijos. Trabajó como profesor en la Universidad de Marburgo (1965–68), la Universidad de Friburgo (1968–72) y la Universidad de Colonia (1972–89). A finales de la década de 1960 fue blanco de manifestantes estudiantiles radicales. Murió de cáncer en Colonia.

### Trabajo histórico temprano

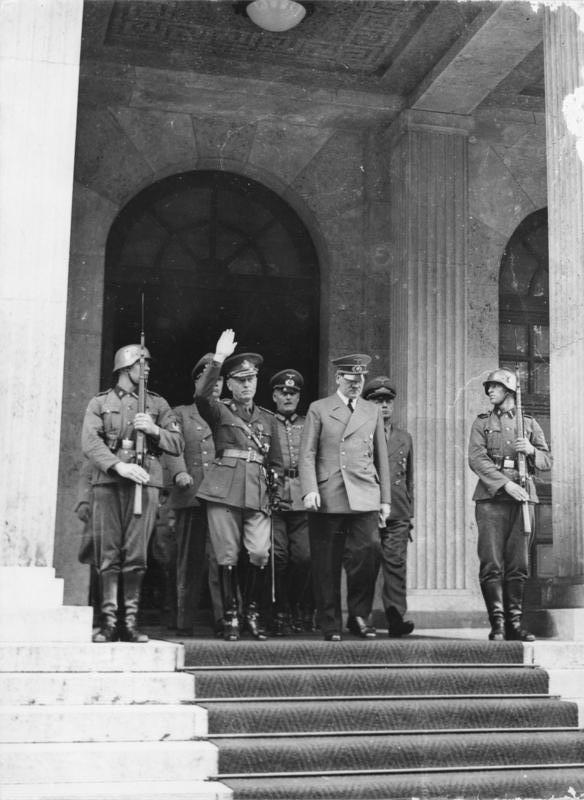
El mariscal Ion Antonescu y Adolf Hitler en el Führerbau de Múnich (junio de 1941). Joachim von Ribbentrop y el Generalfeldmarschall Wilhelm Keitel al fondo. El primer libro de Hillgruber, Hitler, König Carol und Marschall Antonescu de 1953, trataba sobre las relaciones germano-rumanas en los años 1938-1944.

A principios de la década de 1950, Hillgruber todavía veía la Segunda Guerra Mundial como una guerra convencional, pero en 1965, en su libro Hitlers Strategie (La estrategia de Hitler), argumentó que para Hitler se trataba de una guerra cruel e ideológica en la que no se debía tener piedad con los enemigos. En su primer libro, Hitler, König Carol und Marschall Antonescu (Hitler, el rey Carol y el mariscal Antonescu) (1953), un estudio de las relaciones entre Alemania y Rumania de 1938 a 1944 centrándose en las personalidades de Adolf Hitler, el rey Carlos II de Rumania y el mariscal Ion Antonescu, Hillgruber defendió la normalidad fundamental de la política exterior alemana, sin que la política exterior del Reich fuera diferente de la de cualquier otra potencia. Debido a la importancia del petróleo rumano, sin el cual la Wehrmacht no habría podido luchar después de junio de 1941, Hillgruber prestó especial atención a la cuestión del combustible en las relaciones germano-rumanas, al tiempo que asignó la "cuestión judía" en Rumania a un apéndice, lo que parecía implicar que los planes por parte del mariscal Antonescu de asesinar a todos los judíos de Rumania eran de menor importancia. Por el contrario, en su libro de 1965 Hitlers Strategie, que fue su trabajo de habilitación, Hillgruber examinó el gran progreso en la toma de decisiones estratégicas en 1940-41 y concluyó que, si bien Hitler tuvo que adaptarse a las realidades diplomáticas, económicas, estratégicas y militares operativas, pero que siempre que fuera posible sus decisiones estuvieron influenciadas por sus creencias racistas, antisemitas y darwinistas sociales. El trabajo de Hillgruber sobre la política exterior alemana lo convirtió en uno de los principales actores en los debates sobre la política exterior nacionalsocialista.
Los escritos de Hillgruber sobre la Unión Soviética muestran ciertas constancias, así como cambios a lo largo de los años. Siempre sostuvo que la Unión Soviética era una potencia brutal, expansionista y totalitaria, similar en muchos aspectos a la Alemania nazi. Pero, por otro lado, argumentó que la política exterior de Moscú se llevó a cabo de una manera racional y realista, mientras que la de Berlín durante la era nazi fue completamente irracional y poco realista. El punto de inflexión en la actitud de Hillgruber se produjo en 1953-1954, cuando participó en un debate con Gerhard Weinberg y Hans Rothfels en las páginas del Vierteljahrshefte für Zeitgeschichte. Junto con Hans-Günther Seraphim, Hillgruber había argumentado que la Operación Barbarroja, la invasión alemana de la Unión Soviética en 1941, había sido una "guerra preventiva", impuesta a Hitler para evitar un inminente ataque soviético a Alemania. Weinberg y Rothfels demolieron con tal eficacia los argumentos de Hillgruber que éste repudió sus puntos de vista anteriores. A partir de entonces, sostuvo que la Operación Barbarroja había sido impulsada únicamente por la creencia ideológica de Hitler en la necesidad de un Lebensraum (espacio vital) en Rusia, donde se planeaba un esfuerzo masivo de colonización alemana y todo el pueblo ruso iba a ser reducido a la condición de esclavo. En las décadas de 1970 y 1980, Hillgruber atacó a menudo a autores como David Irving y Viktor Suvorov por presentar los mismos argumentos que él había presentado en 1954. En la misma línea, criticó al historiador neonazi estadounidense David Hoggan, quien argumentó que los británicos habían provocado la Segunda Guerra Mundial en 1939. Hillgruber admitió que había un "grano de verdad" en las afirmaciones de Hoggan en el sentido de que Hitler había creído que podía invadir Polonia en 1939 sin provocar una guerra con Gran Bretaña, y quedó muy desagradablemente sorprendido por la declaración de guerra británica, pero sostuvo que, en general, la visión de Hoggan de Alemania como víctima de una conspiración anglo-polaca era simplemente "absurda".
El intercambio entre Hillgruber y Weinberg en las páginas de Vierteljahrshefte für Zeitgeschichte en 1953-54 marcó el comienzo de una larga serie de enfrentamientos entre los dos historiadores sobre las interpretaciones de la política exterior alemana. En una reseña de 1956 de Hitler, König Carol und Marschall Antonescu, Weinberg criticó a Hillgruber por participar en lo que Weinberg consideraba una apología de Alemania en la Segunda Guerra Mundial. Weinberg discrepó de la afirmación de Hillgruber de que la Segunda Guerra Mundial comenzó con las declaraciones de guerra anglo-francesas a Alemania el 3 de septiembre de 1939 y no con el ataque alemán a Polonia el 1 de septiembre de 1939. En su monografía de 1980 La política exterior de la Alemania de Hitler a partir de la Segunda Guerra Mundial 1937-1939, Weinberg señaló que sobre la cuestión de los orígenes de la guerra "mi punto de vista es algo diferente" del de Hillgruber. En su libro de 1981 World in the Balance, Weinberg afirmó que "sin embargo, aquí no se sigue la interpretación de Hillgruber".

## Perspectiva histórica

### Continuidades y discontinuidades de la historia alemana
El área de especialización de Hillgruber fue la historia alemana de 1871 a 1945, especialmente sus aspectos políticos, diplomáticos y militares. Abogó por entender este período como uno de continuidades. En su primer discurso como profesor en Friburgo en 1969, Hillgruber abogó por entender todo el "Reich de Bismarck" como uno de continuidades entre 1871 y 1945. Para Hillgruber, las continuidades del "Reich de Bismarck" eran una cierta mentalidad entre las élites alemanas, es decir, una Weltanschauung (visión del mundo) que enfatizaba una perspectiva de "esto o lo otro" en las relaciones internacionales, el darwinismo social, una comprensión determinista de la historia y los sueños de expansionismo mundial. Sin embargo, aunque Hillgruber prestó atención a los factores estructurales, en su opinión fueron las acciones de los individuos las que marcaron la diferencia. Como miembro de la "generación de las Juventudes Hitlerianas" y veterano de la Segunda Guerra Mundial, el principal interés de Hillgruber era por qué y cómo Alemania fracasó como gran potencia. Estos intereses se reflejaron en el título de uno de los libros más conocidos de Hillgruber, Die gescheiterte Grossmacht (La gran potencia fallida) (1980), en el que examinó la política de poder alemana desde 1871 hasta 1945. Para Hillgruber, hubo muchos elementos de continuidad en la política exterior alemana en el período 1871-1945, especialmente con respecto a Europa Oriental. Hans Mommsen escribió que "los trabajos preliminares de Andreas Hillgruber... sugirieron la visión de las continuidades de la política alemana desde finales del período guillermino hasta la capitulación".
Hillgruber argumentó que en la década de 1870, Alemania había ganado una posición de "semihegemonía" en Europa, y que Otto von Bismarck tenía tres opciones para preservar esa "semihegemonía": 
- Seguir los consejos de Helmuth Karl Bernhard von Moltke y lanzar una "guerra preventiva" para destruir Francia de una vez por todas.[18]
- Poner fin a la enemistad franco-alemana "compensando" a Francia por la pérdida de Alsacia-Lorena apoyando la anexión francesa de Bélgica.[18]
- Mantener el status quo de "semihegemonía".[18]

Hillgruber argumentó que la "crisis de la guerra a la vista" de 1875 fue la manera que tuvo Bismarck de sondear la reacción europea ante una "guerra preventiva" alemana para destruir a Francia, y al descubrir que Rusia no la apoyaba y Gran Bretaña estaba dispuesta a intervenir, eligió la tercera opción. Hillgruber argumentó que el artículo bajo el título "¿Está la guerra a la vista?" publicado en un periódico berlinés cercano a Bismarck, y que concluía que la guerra estaba efectivamente "a la vista" fue un globo de prueba de Bismarck para ver cuál sería la reacción internacional ante un ataque alemán a Francia. En respuesta a la reacción internacional negativa a la "crisis de la guerra a la vista", Bismarck finalmente emitió el decreto de Bad Kissingen del 25 de junio de 1877 en el que aspiraba a una situación "en la que todas las potencias excepto Francia nos necesiten y en la que estén se les impide formar coaliciones contra nosotros debido a sus vínculos entre sí". Hillgruber argumentó que después de la crisis de la "guerra a la vista" Bismarck siguió una política exterior conservadora destinada a mantener el status quo internacional que era tan favorable para Alemania.
Hillgruber argumentó que la llegada al poder de Guillermo II en 1888 marcó un hito en la historia diplomática alemana, ya que Guillermo no estaba contento con la "semihegemonía" en Europa y, en cambio, buscaba un poder de Weltpolitik destinado a darle a Alemania un "estatus de potencia mundial". Para empezar, la decisión alemana de no renovar el Tratado de reaseguro en 1890 marcó la ruptura de las alguna vez cálidas relaciones entre los Hohenzollern y los Romanov que se remontaban al siglo XVIII. Guillermo prefirió en cambio una política de alianza anglo-alemana, que intentó lograr mediante una mezcla de soborno y chantaje en forma de una armada alemana enormemente ampliada. El enorme fortalecimiento de la Armada conocido como Plan Tirpitz, encabezado por el almirante Alfred von Tirpitz con su concepto Riskflotte (Flota de Riesgo) de crear una flota lo suficientemente poderosa con la que Gran Bretaña nunca podría arriesgarse a la guerra, tuvo el efecto opuesto al que se pretendía. En lugar de llevar a los líderes británicos a la conclusión de que nunca podrían arriesgarse a una guerra con Alemania y, por lo tanto, debían aliarse con el Reich, la acumulación del poder naval alemán condujo a la carrera naval anglo-alemana de principios del siglo XX, y la alineación de Gran Bretaña contra Alemania. Hillgruber sostuvo que influenciado por Friedrich von Holstein, Guillermo llegó a creer en la inevitabilidad de una "guerra racial" en Europa Oriental entre la "raza teutónica" y la "raza eslava", que finalmente llegó a ser una profecía autocumplida. Hillgruber argumentó que la estrategia de Weltpolitik (política mundial) de Wilhelm, que lanzó con gran fanfarria en 1897, había terminado en un fracaso con la Primera Crisis Marroquí en 1905, y que a partir de entonces Alemania se vio obligada a retirarse a una postura defensiva en el "bastión" de Europa central con el Imperio austrohúngaro formando el crucial "puente terrestre" hacia el Imperio Otomano en el Oriente Medio.
Hasta cierto punto estaba de acuerdo con la evaluación de Fritz Fischer de que las diferencias entre la política exterior del Imperial alemán, la República de Weimar y la Alemania nazi eran de grado más que de especie. Además, aceptó el argumento de Fischer de que Alemania era la principal responsable de la Primera Guerra Mundial, pero como seguidor de la escuela Primat der Aussenpolitik ("primacía de la política exterior"), rechazó el argumento de Fischer Primat der Innenpolitik ("primacía de la política interior"). en cuanto a por qué Alemania inició la Primera Guerra Mundial. Durante la llamada "Controversia Fischer" a principios de la década de 1960, Hillgruber se mantuvo al margen de los diversos historiadores de derecha que intentaron refutar a Fischer, como Gerhard Ritter, Hans Herzfeld, Egmont Zechlin y Karl Dietrich Erdmann, al aceptar en parte los argumentos de Fischer en lugar de intentar refutarlo en su totalidad.
Hillgruber argumentó después del libro de Fischer de 1961, Griff nach der Weltmacht (Aferrándose al poder mundial), que la antigua distinción hecha por el historiador suizo Walter Hofer entre el "estallido" de la Primera Guerra Mundial en 1914, en el que todas las grandes potencias estaban igualmente culpables, y el "desencadenamiento" de la Segunda Guerra Mundial en 1939, de la que Alemania fue la única responsable, ya no era aceptable. Hillgruber comentó que Fischer había establecido que Alemania era efectivamente responsable de ambas guerras mundiales y que todos los historiadores serios debían ignorar la fórmula de Hofer. Habiendo concedido tanto a Fischer, Hillgruber pasó a cuestionar su argumento de que Alemania había iniciado una guerra de agresión premeditada en 1914.
Hillgruber creía que lo que había sucedido en 1914 era un "riesgo calculado" por parte del gobierno imperial alemán que había salido terriblemente mal. Alemania había alentado al Imperio austrohúngaro a atacar Serbia en un intento de romper la Triple Entente entre el Reino Unido, Francia y Rusia, provocando una crisis que afectaría sólo a Rusia, el llamado "riesgo calculado". Hillgruber sostuvo que Alemania no quería provocar una guerra mundial en 1914, pero que, al seguir una estrategia diplomática de alto riesgo de provocar lo que se suponía sería sólo una guerra limitada en los Balcanes, había provocado sin darse cuenta un conflicto más amplio. Hillgruber argumentó que, mucho antes de 1914, los líderes de Alemania habían estado cada vez más influenciados por el darwinismo social y la ideología völkisch, y se habían obsesionado con el crecimiento industrial y militar ruso, lo que llevó a la opinión de que Alemania se encontraba en una posición insostenible que requería medidas drásticas. Hillgruber argumentó que, cuando el ataque austriaco a Serbia hizo que Rusia se movilizara, en lugar de dar marcha atrás y buscar un acuerdo con Alemania como se esperaba, el canciller alemán Theobald von Bethmann Hollweg, bajo una fuerte presión de un Estado Mayor de línea dura liderado por el general Helmuth Johannes Ludwig von Moltke, entró en pánico y ordenó que se activara el Plan Schlieffen, lo que provocó un ataque alemán contra Francia. En opinión de Hillgruber, la táctica del "riesgo calculado" era muy peligrosa y tonta, ya que Bethmann Hollweg y el resto de los dirigentes alemanes no anticiparon cuál sería la reacción rusa más probable a una guerra austro-serbia y que, por tanto, los dirigentes alemanes de 1914 fueron extremadamente irresponsables al intentar utilizar el "riesgo calculado" de una guerra austro-serbia como mecanismo diplomático para romper la Triple Entente. La historiadora alemana Annelise Thimme comentó que la teoría del "riesgo calculado" de Hillgruber para explicar la Primera Guerra Mundial era poco más que poner "vino nuevo en odres viejos". Thimme señaló que Hillgruber se basó casi por completo en el diario del ayudante y amigo de Bethmann Hollweg, Kurt Riezler, para respaldar su tesis del "riesgo calculado", que era una fuente dudosa porque partes del diario de Riezler habían sido falsificadas después de la guerra para hacer que la política exterior alemana pareciera menos agresiva que en 1914. El historiador canadiense Holger Herwig comentó que la teoría del "riesgo calculado" de Hillgruber fue el intento más intelectualmente sofisticado e ingenioso de refutar la afirmación de Fischer de una guerra de agresión premeditada en 1914, pero que adolecía de su gran dependencia de pasajes del diario de Riezler que probablemente hayan sido falsificados.
En opinión de Hillgruber, después del comienzo de la guerra, se produjo una división dentro de la dirección alemana entre el imperialismo moderado del canciller Theobald von Bethmann Hollweg, que deseaba ganancias territoriales si pudieran obtenerse, pero estaba dispuesto a conformarse con una paz basada en el status quo anterior a 1914, y un grupo más radical centrado en el general Erich Ludendorff y el resto del Oberste Heeresleitung que querían la victoria total sobre todos los enemigos de Alemania, sin importar el costo, y anexiones de muy amplio alcance en Europa, Asia y África. De esta manera, Hillgruber siguió en gran medida la distinción hecha por primera vez por Gerhard Ritter entre un grupo civil moderado en el liderazgo alemán centrado en Bethmann Hollweg que, aunque no evitaba el expansionismo territorial, no insistía en él como condición previa para hacer la paz, y el más grupo radical en el ejército centrado en Ludendorff, que no se conformaría con nada menos que una guerra que terminara haciendo de Alemania la mayor potencia del mundo. Hillgruber argumentó que la política exterior de Ludendorff, con su demanda de amplias ganancias territoriales junto con planes para obtener lebensraum en Europa Oriental a través de un programa de limpieza étnica y colonización alemana, era en muchos sentidos el prototipo de la política exterior nacionalsocialista. Hillgruber argumentó que el Tratado de Brest-Litovsk y el imperio que creó para Alemania en Europa Oriental era el prototipo de la visión de Hitler de un gran imperio para Alemania en esa región. Hillgruber escribió:
Para comprender la historia alemana posterior hay que prestar especial atención a una consecuencia de la situación oriental en el otoño de 1918 que a menudo se ha pasado por alto: los conceptos erróneos, extrañamente irracionales y ampliamente compartidos, sobre el fin de la guerra, que tanta difusión tuvieron en el período de Weimar. Estas ideas no se basaron, como deberían haberlo hecho, en una apreciación de la superioridad del enemigo en Occidente y en la inevitable retirada paso a paso del frente occidental alemán ante la llegada masiva de los estadounidenses. Tampoco indicaron ninguna comprensión de las catastróficas consecuencias para las potencias centrales tras el colapso del frente balcánico tras la retirada de Bulgaria de la guerra. Más bien, estuvieron determinados en gran medida por el hecho de que las tropas alemanas, como "vencedoras", controlaban vastas áreas estratégica y económicamente importantes de Rusia. En el momento del alto el fuego en Occidente en noviembre de 1918, los mapas periodísticos de la situación militar mostraban a las tropas alemanas en Finlandia, manteniendo una línea desde los fiordos finlandeses cerca de Narva, pasando por Pskov-Orsha-Mogilev y el área al sur de Kursk, hasta el Don al este de Rostov. De esta manera Alemania había asegurado Ucrania. El reconocimiento ruso de la separación de Ucrania exigida en Brest-Litovsk representó el elemento clave en los esfuerzos alemanes por mantener a Rusia perpetuamente subordinada. Además, las tropas alemanas ocuparon Crimea y estaban estacionadas en menor número en Transcaucasia. Incluso la Rusia "restable" desocupada parecía -con la conclusión del Tratado Suplementario Germano-Soviético el 28 de agosto de 1918- estar en una dependencia firme aunque indirecta del Reich. Así, el objetivo a largo plazo de Hitler, fijado en la década de 1920, de erigir un Imperio Oriental alemán sobre las ruinas de la Unión Soviética no era simplemente una visión que emanaba de un deseo abstracto. En la esfera oriental creada en 1918, este objetivo tuvo un punto de partida concreto. El Imperio Alemán del Este ya era, aunque sólo fuera por poco tiempo, una realidad.
Hillgruber argumentó que la República de Weimar era sólo un "puente" entre el expansionismo del Imperio alemán y el expansionismo aún más radical de la Alemania nazi, más que una nueva era en la diplomacia alemana. En su libro de 1974 Grossmachtpolitik und Militarismus im 20. Jahrhundert Hillgruber adoptó una visión revisionista del Tratado de Versalles. Lejos de ser una "paz cartaginesa" intolerablemente dura que paralizó a Alemania, Hillgruber argumentó que Versalles era en realidad un tratado de paz moderado que dejaba intacto al Estado alemán y con el potencial de volver a ser una gran potencia. Además, Hillgruber argumentó que con la desaparición de Austria-Hungría y con la gran desconfianza en la Rusia soviética, el resultado de la Primera Guerra Mundial significó que Alemania ahora tenía el potencial de dominar Europa Oriental de una manera que nunca había sido posible antes de 1914. Hillgruber argumentó que ninguno de los Estados de la Europa Oriental de entreguerras tenía el potencial económico o militar para ser rivales serios de Alemania. En 2000, el historiador estadounidense Robert M. Citino escribió que "la tesis de Hillgruber se ha convertido en el consenso entre los historiadores alemanes". Hillgruber argumentó que Gustav Stresemann estaba llevando a cabo una política "liberal-imperialista" en la que buscaba mejorar las relaciones con Francia y creando una alianza no oficial con los Estados Unidos, a cambio de lo cual quería la aquiescencia de Alemania para "revisar" sus fronteras con Polonia, la anexión de Austria, la remilitarización de Renania y el regreso de Eupen-Malmedy. Hillgruber escribió que Stresemann buscaba el retorno de la "semihegemonía" bismarckiana, que serviría como "requisito previo y base para una Weltpolitik activa". En su ensayo de 1974 Militarismus am Ende der Weimarer Republik und im "Dritten Reich" ("El militarismo al final de la República de Weimar y en el 'Tercer Reich'"), Eberhard Kolb señaló que:
Refiriéndose a la investigación de M. Geyer, que entonces no había sido publicada, Hillgruber señaló que desde mediados de la década de 1920 en adelante los líderes del ejército habían desarrollado y propagado nuevas concepciones sociales de tipo militarista, que tendían a una fusión de los sectores militar y civil y, en última instancia, un estado militar totalitario (Wehrstaat).
Hillgruber escribió que después de la caída de Hans von Seeckt en 1926, Kurt von Schleicher se convirtió “de hecho, si no de nombre”, en el "jefe político-militar de la Reichswehr ". El triunfo de Schleicher fue también el triunfo de la facción "moderna" dentro de la Reichswehr que favorecía una ideología de guerra total y quería que Alemania se convirtiera en una dictadura para librar una guerra total contra las otras naciones de Europa a fin de ganar el "estatus de potencia mundial" que se había buscado sin éxito en la última guerra  La ideología de guerra total de la Reichswehr y la consiguiente demanda de que Alemania se transformara en un Wehrstaat (estado de defensa) militarista y totalitario contribuyó en gran medida a explicar por qué casi toda la Reichswehr dio la bienvenida a la llegada de la dictadura nacionalsocialista en 1933.
A pesar del ejemplo proporcionado por Ludendorff y su círculo, para Hillgruber los cambios en la política exterior alemana introducidos por la Ostpolitik Nacionalsocialista (Política Oriental) fueron tan radicales que casi representaban diferencias de tipo más que de grado. Sostuvo que la política exterior nazi era una versión extremadamente radical de la política exterior tradicional alemana. Además, argumentó que lo que durante la era de Weimar había sido el fin se convirtió, para los nazis, en sólo el medio. Expuso la tesis de que objetivos como la remilitarización de Renania y el Anschluss con Austria, que habían sido los objetivos finales durante el período de Weimar, eran sólo el comienzo para los nazis. A diferencia del gobierno de Weimar, el deseo de los nazis de remilitarizarse fue sólo un paso en el camino hacia la dominación completa de toda Europa y, finalmente, la hegemonía mundial.
En un ensayo de 1978 Das Russlandbild der führenden deutschen Militärs (La imagen de Rusia que tenía el liderazgo del ejército alemán), Hillgruber examinó las opiniones sobre la Unión Soviética que tenía la élite militar alemana en el período comprendido entre junio de 1940 y junio de 1941. Según Hillgruber, todos los principales generales de Alemania compartían las siguientes suposiciones:
- La Wehrmacht estaba mal informada sobre la Unión Soviética, especialmente sobre el ejército y la economía.[39]
- Debido a la escasez de información, el pensamiento de la Wehrmacht sobre la Unión Soviética se basó en los estereotipos tradicionales alemanes de Rusia como un país "asiático" primitivo y atrasado, un "coloso con pies de barro" que carecía de la fuerza para hacer frente a un oponente superior..[40]
- Los dirigentes de la Wehrmacht vieron la guerra con la Unión Soviética desde un punto de vista militar extremadamente estrecho, sin prestar mucha atención a la política, la economía o la cultura.[40] La capacidad industrial de la Unión Soviética no se consideró en absoluto como un factor que pudiera influir en el resultado de una guerra germano-soviética.[40]
- El soldado promedio del Ejército Rojo era considerado valiente y duro, pero el cuerpo de oficiales del Ejército Rojo era despreciado.[40]
- Los dirigentes de la Wehrmacht después de la victoria sobre Francia estaban en un estado de arrogancia y se consideraba que la Wehrmacht era más o menos invencible.[40]
- Como tal, se suponía que la Unión Soviética estaba destinada a ser derrotada y que Alemania tardaría entre seis y ocho semanas en destruirla.[40]

Hillgruber argumentó que estas suposiciones sobre la Unión Soviética compartidas por toda la élite militar permitieron a Hitler impulsar una "guerra de aniquilación" contra la Unión Soviética con la ayuda de "varios líderes militares", incluso aunque para los militares estaba bastante claro que una guerra así violaría todos los estándares de la guerra civilizada y se libraría de la manera más inhumana posible. Hillgruber argumentó que el momento decisivo en la guerra en el Frente Oriental fue la Batalla de Smolensk en julio de 1941, que no fue la abrumadora victoria alemana como se describe tradicionalmente, ya que si bien el Ejército Rojo había sufrido más pérdidas, la batalla había mitigado el avance alemán hacia Moscú, dando a los soviéticos un tiempo crucial para reconstruirse. Además, Hillgruber fue el primer historiador en señalar que la Batalla de Smolensk fue estudiada de cerca en Japón, y llevó a los tomadores de decisiones japoneses a concluir que la Unión Soviética no sería derrotada en 1941, ayudando así a que la fracción japonesa del "ataque en el sur" ganara predominio sobre la fracción "ataque en el norte".

## El conceptoStufenplan

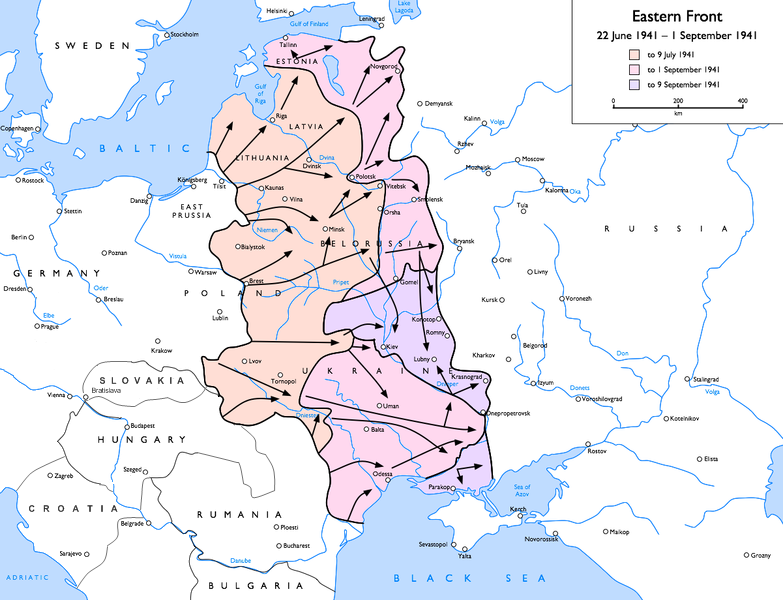
Avances alemanes durante la Operación Barbarroja, del 22 de junio de 1941 al 9 de septiembre de 1941. ¿Una etapa en el Stufenplan ? Hillgruber vio la Operación Barbarroja como la tercera etapa del Stufenplan (plan etapa por etapa) de Hitler para la conquista mundial.

A partir de la década de 1960, Hillgruber fue considerado por otros historiadores como una de las principales autoridades del mundo en la historia diplomática-militar alemana, siendo especialmente influyente su teoría de que Hitler tenía un Stufenplan (plan etapa por etapa). En 1989, el historiador estadounidense Jerry Z. Muller llamó a Hillgruber "el historiador diplomático alemán más distinguido de su generación". En 2002, los historiadores alemanes Gerd R. Ueberschär y Rolf-Dieter Müller escribieron en una evaluación de la historiografía del frente oriental: "Antes de su muerte en 1989, Hillgruber desarrolló una reputación considerable como padrino de la investigación de Alemania Occidental sobre la guerra y un célebre historiador del Estado alemán creado por Bismarck."  El historiador neozelandés David Stahel señaló que en la década de 1960, la historiografía del Frente Oriental estaba dominada por dos escuelas defectuosas. La primera fue la escuela comunista, que veía la Operación Barbarroja como el producto de una conspiración capitalista que abarcaba no sólo a las clases dominantes de Alemania, sino también a Gran Bretaña, Francia y Estados Unidos. La segunda escuela fue la escrita por antiguos generales e historiadores de la Wehrmacht que estaban demasiado inclinados a interpretar las memorias de los generales al pie de la letra, que afirmaban que Hitler había dominado completamente la toma de decisiones y que los militares eran una mera élite funcional que existía para llevar a cabo la voluntad del Führer, que era demasiado inestable mentalmente para funcionar como un líder eficaz, convirtiendo así el Frente Oriental en una guerra que Alemania había perdido en lugar de una que había ganado la Unión Soviética. En ocasiones, la escuela apologista incluso sugirió que Barbarroja era realmente una "guerra preventiva" impuesta a Alemania por una invasión soviética supuestamente planeada para julio de 1941. Stahel señaló que Hillgruber fue el primer historiador en proponer una interpretación de Barbarroja que enfatizaba la ideología junto con elementos contingentes que ha sido ampliamente aceptada. Stahel señaló además que Hillgruber fue el primer historiador en resaltar el desprecio casi total que sentían los generales de la Wehrmacht hacia la Unión Soviética, lo que resultó en las suposiciones tremendamente optimistas que subyacían a Barbarroja.

### El reporte de Hillgruber
Hillgruber argumentó que Adolf Hitler tenía un Stufenplan (plan paso a paso) para la conquista y el genocidio en Europa Oriental, y luego del mundo. En las décadas de 1960 y 1970, Hillgruber fue uno de los líderes de un grupo de historiadores alemanes, integrado por Klaus Hildebrand, Gunter Moltman y J. Henke, que sostenían que, lejos de ser azaroso, Hitler poseía e intentaba ejecutar una estrategia en el extranjero coherente y detallada, un programa político que apuntaba nada menos que a la conquista del mundo. Hillgruber afirmó que la política exterior de Hitler: "geográficamente estaba diseñada para abarcar todo el mundo; ideológicamente, también, la doctrina del antisemitismo universal y el darwinismo social, fundamentales para su programa, estaban destinadas a abarcar a toda la humanidad". Según Hillgruber, la conquista de la Unión Soviética y la prevista alianza con Gran Bretaña fueron las etapas más importantes del Stufenplan de Hitler. Hillgruber afirmó que aunque el Führer era muy flexible en la forma de realizar su "programa", fue consistente a lo largo de su carrera política al tratar de lograr el "programa" que elaboró en la década de 1920. Hillgruber afirmó que el estallido de una guerra mundial en 1939 que Hitler había provocado (pero no planeado) con la invasión de Polonia adelantó el calendario de su "programa". Hillgruber utilizó como ejemplos para respaldar su teoría el Plan Z de enero de 1939 y los planes de Hitler en junio de 1940 para anexar gran parte de África junto con puntos estratégicos clave en el Atlántico; Hillgruber los presentó como prueba de que Hitler estaba adelantando drásticamente el momento de su planeado enfrentamiento final con Estados Unidos.
Según este argumento:
1. La primera etapa del plan de Hitler consistió en el fortalecimiento militar de la fuerza alemana y el logro de los objetivos tradicionales de política exterior de la República de Weimar.[51]
2. La segunda etapa iba a ser una serie de rápidas guerras regionales para destruir estados como Polonia, Checoslovaquia y Francia.[51]
3. La tercera etapa preveía una guerra para liquidar la Unión Soviética y lo que Hitler consideraba su régimen "judeo-bolchevique".[52]
4. La cuarta etapa implicaba una guerra contra los Estados Unidos por parte de la ahora Gran Alemania en alianza con el Imperio Británico y Japón.

Hillgruber argumentó que después de la conquista de la Unión Soviética, Hitler quería apoderarse de la mayor parte de África, construir una enorme armada y (en alianza tanto con los japoneses como con los británicos) involucrar a los Estados Unidos en una "Guerra de los Continentes" para la dominación mundial. Como lo describió Hillgruber:
Después de la creación de un imperio continental europeo apuntalado por la conquista de Rusia, seguiría una segunda etapa de expansión imperial con la adquisición de territorio complementario en África Central y un sistema de bases para apoyar una fuerte flota de superficie en el Atlántico y el Océano Índico. Alemania, en alianza con Japón y, de ser posible, también con Gran Bretaña, aislaría en primer lugar a Estados Unidos y lo confinaría al hemisferio occidental. Luego, en la siguiente generación, habría una "guerra de los continentes" en la que el "imperio germánico de la nación germánica" lucharía contra Estados Unidos por la supremacía mundial.
Hillgruber escribió que:
Estos enormes planes, y en particular su conexión con la ideología racista, fueron, sin duda, el programa de un solo individuo. Pero en el caso de disposiciones tan destacadas como la revisión del Tratado de Versalles y la creación de una "Gran Alemania", se superponían con los objetivos de los viejos dirigentes alemanes y las fantasías de una gran parte del público alemán que nunca había asimilado la pérdida de la guerra. A esto hay que añadir, sin embargo, que la esencia del programa de Hitler "violó todas las normas y conceptos de la política exterior alemana en un grado tan radical que... no penetró la conciencia del público alemán", a pesar de su continua proclamación en sus discursos de 1926 a 1930.
El historiador estadounidense de la Alemania moderna Gordon A. Craig elogió a Hillgruber por su "delineación magistral del gran plan estratégico de Hitler".
Hillgruber sostuvo que la estrategia de la Blitzkrieg surgió en gran medida de factores económicos, es decir, que durante las primeras etapas del Stufenplan, Alemania no tenía los recursos económicos para una guerra larga y que, por lo tanto, era necesario un programa militar basado en la calidad, no en la cantidad, y en el uso más racional de la capacidad económica alemana. Hillgruber argumentó que el deseo de Hitler de posponer la lucha final con los Estados Unidos hasta la última etapa del Stufenplan estaba igualmente determinado por consideraciones económicas, es decir, que sólo una Alemania con suficiente Lebensraum y gobernando la mayor parte de Eurasia y África sería inmune a los efectos de bloqueo, y contaría con los recursos económicos necesarios para igualar la enorme capacidad económica de Estados Unidos. Hillgruber creía que el período de entreguerras estuvo dominado por una "Guerra Fría" entre Gran Bretaña y la Unión Soviética, y que la intensa competencia anglo-soviética por esferas de influencia mundiales dio a Alemania el espacio para maniobrar y hacer valer sus intereses después de la derrota de 1918. En distintos momentos, tanto Moscú como Londres buscaron mejores relaciones con Berlín. En el debate entre los "continentistas" (como Hugh Trevor-Roper, Axel Kuhn y Eberhard Jäckel, que sostenían que Hitler sólo quería apoderarse de Europa) y los "globalistas" (que sostenían que Hitler quería conquistar el mundo entero) Hillgruber definitivamente pertenecía a este último campo. Como historiador globalista, Hillgruber argumentó que Hitler siempre estuvo decidido a una guerra con la Unión Soviética y sostuvo que el interés de Hitler en el "plan mediterráneo" del almirante Erich Raeder en el otoño de 1940 como una alternativa a Barbarroja era reducido, y que desde junio de 1940 Hitler se comprometió firmemente a girar hacia el este. Otros historiadores, como el historiador alemán Wolfgang Michalka, el historiador anglo-alemán H. W. Koch y el historiador israelí Martin van Creveld, han sostenido que los esfuerzos de Hitler por formar un "bloque continental" euroasiático antibritánico que incluyera a la Unión Soviética en finales de 1940 como preludio diplomático del "plan mediterráneo" eran sinceros, y que hasta diciembre de 1940 la primera prioridad de Hitler era derrotar a Gran Bretaña, y que sólo cuando Hitler dio su aprobación a la Operación Barbarroja el 18 de diciembre de 1940 perdió finalmente interés  enlLa "estrategia mediterránea" de Raeder. El historiador británico Aristóteles Kallis escribió que la mejor evidencia sugiere que a finales de 1940 Hitler se tomaba en serio la realización del "plan mediterráneo" de Raeder, pero sólo dentro de ciertos límites y condiciones estrictos, y que veía el "plan mediterráneo" como parte de los preparativos para Barbarroja luego de derrotar a Gran Bretaña.
Hillgruber consideraba a Hitler como un ideólogo fanático con un programa firmemente fijado, y criticaba la visión de él como un oportunista codicioso sin creencias reales más que la búsqueda del poder -una tesis promovida por historiadores británicos como A. J. P. Taylor y Alan Bullock, y que Hillgruber consideró profundamente superficial y fácil. Además, rechazó categóricamente la afirmación de Taylor de que la invasión alemana de Polonia fue un "accidente" precipitado por errores diplomáticos. Hillgruber argumentó firmemente que la invasión alemana de Polonia fue una guerra de agresión causada por la creencia ideológica de Hitler en la guerra y la necesidad de un Lebensraum (espacio vital). La Segunda Guerra Mundial, para Hillgruber, consistió realmente en dos guerras. Uno fue una europäischer Normalkrieg ("guerra europea normal") entre las potencias occidentales y Alemania, un conflicto que Hitler provocó pero que en realidad no quería. La otra guerra -que Hitler causó y decididamente quería (como lo demuestra en parte Mein Kampf)- fue la germano-soviética, una lucha salvaje, despiadada y brutal de exterminio racial e ideológico entre el nacionalsocialismo alemán y comunismo soviético.

Hillgruber vio que el programa de política exterior de Hitler era totalmente irreal e incapaz de realizarse. Argumentó que la suposición de Hitler de que una "renuncia" alemana a las reclamaciones navales y coloniales, a cambio del reconocimiento británico de que toda Europa estaba dentro de la esfera de influencia alemana, se basaba en una noción inviable de que los intereses británicos se limitaban sólo a la esfera naval y los ámbitos fuera de Europa. Hillgruber señaló que Gran Bretaña era tanto europea como potencia mundial, y nunca aceptaría una alteración del equilibrio de poder de tan gran alcance como la que propuso Hitler en la década de 1920 en Mein Kampf. Hillgruber escribió que Neville Chamberlain, a pesar de todo su apego al apaciguamiento, una vez que supo que los objetivos de Hitler no se limitaban a revisar Versalles, finalmente fue a la guerra con Alemania en septiembre de 1939 en lugar de aceptar la alteración del equilibrio de poder que Hitler intentaba llevar a cabo. Del mismo modo, Hillgruber argumentó que el desprecio de Hitler por la Unión Soviética, especialmente el poder de combate del Ejército Rojo, era una ilusión peligrosa. Hillgruber argumentó que la falta de interés británico en la alianza antisoviética propuesta por Hitler descarriló temporalmente el programa de política exterior de Hitler a finales de la década de 1930, y condujo a las ideas del ministro de Asuntos Exteriores Joachim von Ribbentrop, cuyo programa de política exterior antibritánico Hillgruber llamó "todo lo contrario" del precedente de Hitler en el período 1938-1941  En una reseña de 1967, el historiador estadounidense Howard Smyth calificó Hitlers strategie como "una obra magnífica basada en un estudio exhaustivo de todo el material fuente y la literatura disponible en alemán, inglés, francés e italiano, y en traducciones del ruso y el japonés". Los historiadores alemanes Rolf-Dieter Müller y Gerd R. Ueberschär escribieron que Hitlers strategie fue
... un libro que se convirtió en la obra estándar y aún conserva la mayor parte de su validez. A pesar de las vehementes críticas de algunos de sus colegas más antiguos, Hillgruber emprendió una interpretación algo nueva de la política exterior de Hitler en esta tesis doctoral... El objetivo principal de la política exterior de Hitler, imbuida de nociones de superioridad racial, era conquistar un nuevo Lebensraum en el este y alcanzar una posición de dominio mundial... Esta interpretación de la política exterior nazi diferenciaba claramente a Hillgruber de Fabry y otros revisionistas, y su trabajo se mantuvo lo suficientemente bien como para ser reimpreso veinte años después con sólo cambios menores.
Hillgruber argumentó que Hitler trazó una distinción entre lograr para Alemania una posición de Grossmacht (gran potencia) a través del Kontinentalimperium (imperialismo continental) y el objetivo de Weltmacht ("poder mundial") donde Alemania se embarcaría en la construcción de una enorme armada y ganaría un imperio colonial masivo en África y Asia como preludio de la guerra con Estados Unidos. Además, Hillgruber argumentó que Hitler no deseaba destruir el Imperio Británico, ya que creía que Estados Unidos aprovecharía el colapso del Imperio Británico para apoderarse de las colonias británicas, pero dado que Churchill rechazó las ofertas de Hitler de iniciar conversaciones de paz en 1940-1941, no le quedó otra opción que trabajar para la destrucción del poder británico.
En su artículo de 1974 "El lugar de Inglaterra en los planes de Hitler para el dominio mundial", Hillgruber argumentó que, durante el período nazi, la política exterior alemana pasó por diez fases diferentes. Hillgruber sostuvo que, durante las primeras fases, Hitler tenía la intención de tener la alianza antisoviética con Gran Bretaña sobre la que había escrito en Mi lucha y en el Zweites Buch. En la época del Memorando de Hossbach de 1937, argumentó Hillgruber, Hitler estaba emprendiendo un curso de expansión ya fuera "sin Gran Bretaña" o, preferiblemente, "con Gran Bretaña", pero si era necesario "contra Gran Bretaña". A finales de la década de 1930, cuando quedó claro que Gran Bretaña no tenía ningún interés en las propuestas de Hitler, la política exterior alemana se volvió antibritánica, como se refleja en el Plan Z de enero de 1939 para una gigantesca flota alemana que aplastaría a la Royal Navy en 1944.
Hillgruber argumentó que el pacto de no agresión germano-soviético de 1939 tuvo su origen en la negativa británica a formar una alianza antisoviética, lo que llevó a Hitler a traspasar gran parte de la gestión de la política exterior alemana a Ribbentrop en 1938-1939, y que Ribbrentrop, a su vez, creía que un bloque continental sólido de estados liderado por Alemania disuadiría a Gran Bretaña de involucrarse en Europa. En este sentido, Hillgruber argumentó que en esel momento Hitler, bajo la influencia de Ribbentrop, pospuso sus planes para una "gran solución" en el Este en favor de una política exterior antibritánica. Al mismo tiempo, Hillgruber argumentó que el apaciguamiento británico tenía como objetivo asegurar la paz haciendo suficientes concesiones a Alemania para que los alemanes aceptaran el orden internacional de posguerra creado por el Tratado de Versalles, cuya legitimidad nunca habían aceptado. En marzo de 1939, cuando los ingleses se enfrentaron a señales de que la política exterior de Hitler iba más allá de simplemente revisar Versalles a favor de Alemania, optaron por "garantizar" Polonia con el objetivo de "contener" a Alemania. Hillgruber sostuvo que tanto Hitler como Ribbentrop creían en 1939 que Alemania podría destruir Polonia en una guerra corta y limitada que no provocaría una guerra mundial. Ante señales claras de que los británicos estaban intentando crear un "frente de paz" que incluyera a Gran Bretaña, Francia, Polonia, la Unión Soviética, Yugoslavia, Rumania, Grecia y Turquía y que pretendía "contener" a Alemania (argumentaba Hillgruber), Hitler había decidifo -influenciado por Ribbentrop-  en agosto de 1939 hacer "un giro táctico de 180 grados" y buscó una alianza con la Unión Soviética. Hillgruber argumentó que Hitler creía en la afirmación de Ribbentrop de que si Gran Bretaña se enfrentara a una Alemania que tuviera el apoyo de la Unión Soviética (que podría suministrar a los alemanes todas las materias primas que de otro modo quedarían aisladas por un bloqueo británico), entonces los británicos abandonarían Polonia a su suerte, y así Alemania podría destruir Polonia sin temor a provocar una guerra mundial. Al mismo tiempo, Hillgruber creía que en 1939 Stalin tenía como objetivo promover una guerra entre el occidente capitalista que conduciría al colapso final del sistema capitalista y permitiría a la Unión Soviética gobernar el mundo. Hillgruber utilizó en apoyo de esta tesis el discurso de Stalin del 19 de enero de 1925. Si estallara otra guerra mundial entre los Estados capitalistas (lo que Stalin consideraba inevitable), Stalin afirmó: "Entraremos en la contienda al final, arrojando nuestro peso crítico a la balanza, un peso que debería resultar decisivo". Sin embargo, Hillgruber creía que la iniciativa para el acercamiento germano-soviético de 1939 procedía del lado alemán, y que Stalin buscaba enfrentar a alemanes y británicos entre sí, para ver quién podía ofrecer a la Unión Soviética el trato más favorable.
Hillgruber señaló que en 1939, cuando amenazaba con guerra por Polonia, a diferencia de 1938, cuando amenazaba con guerra por Checoslovaquia, Hitler recibió un apoyo abrumador de la dirección de la Wehrmacht. La razón de esta diferencia, en opinión de Hillgruber, era el rampante sentimiento antipolaco en el ejército alemán. En apoyo de este argumento, Hillgruber citó una carta escrita por el general Eduard Wagner, uno de los oficiales implicados en el fallido golpe de estado de 1938, que escribió a su esposa justo antes de la invasión de Polonia: "Creemos que lograremos rápidamente trabajo de los polacos, y la verdad es que estamos encantados con la perspectiva. Este asunto debe aclararse" (énfasis en el original). Hillgruber señaló que debido a prejuicios antipolacos, en 1939 Fall Weiss sirvió para unir a Hitler y el ejército alemán de una manera que Fall Grün no había logrado en 1938.
Hillgruber argumentó que la decisión de Hitler de declarar la guerra a los Estados Unidos antes de derrotar a la Unión Soviética se debía a la creencia de Hitler de que los Estados Unidos podrían derrotar rápidamente a Japón y, por lo tanto, era mejor enfrentarse a los estadounidenses mientras todavía estaban involucrados en una guerra de dos frentes. Asimismo, Hillgruber argumentó que la decisión de Hitler de enfrentarse a los Estados Unidos en diciembre de 1941 estuvo influenciada por su creencia de que la Unión Soviética sería derrotada a más tardar en el verano de 1942.
En su libro Hitlers Strategie de 1965, Hillgruber causó cierta controversia con su argumento de que un ataque francés a la Línea Sigfrido en el otoño de 1939 habría resultado en una rápida derrota alemana. En 1969, el historiador francés Albert Merglen amplió la sugerencia de Hillgruber escribiendo una tesis doctoral que describía una exitosa ofensiva francesa contrafáctica contra la Línea Siegfried. Sin embargo, muchos historiadores han criticado tanto a Hillgruber como a Merglen por ignorar las realidades de la época y por utilizar demasiado la ventaja de la retrospectiva histórica al emitir estos juicios.

### Interpretaciones alternativas
Los historiadores no han aceptado ni aceptan universalmente el concepto de Stufenplan de Hillgruber. El historiador británico E. M. Robertson escribió que el concepto del Stufenplan parecía explicar gran parte de la política exterior de Hitler, pero señaló que el propio Hitler nunca habló de tener "etapas" ni siquiera de un plan. Además, Robertson comentó que el uso que hace Hitler de la frase "poder mundial o colapso" en Mein Kampf es ambiguo y puede interpretarse de varias maneras diferentes. Sin embargo, Robertson continuó señalando en apoyo de la tesis del Stufenplan varios discursos que Hitler pronunció ante sus oficiales superiores a finales de 1938 y principios de 1939, en los que afirmó estar elaborando algún tipo de plan maestro en su política exterior, aunque con un sentido muy improvisado y flexible. En un artículo de 1970, el historiador alemán Martin Broszat escribió que la decisión de Hitler de invadir la Unión Soviética no era un "plan calculado para hacer realidad sus ideas del Lebensraum ", sino que se sintió obligado a dejar de esperar en el verano de 1940 y proceder a un final decisivo de la guerra". En respuesta a Broszat, Hillgruber escribió: "En realidad, la decisión de Hitler de iniciar una guerra en el Este se produjo en julio de 1940, en un momento en que estaba convencido de la posibilidad de llegar a un acuerdo con Gran Bretaña". Más tarde, Broszat atacaría el libro que primero hizo la reputación de Hillgruber como historiador, Hitler, König Carol und Marschall Antonescu, que trata sobre las relaciones entre Alemania y Rumania de 1938 a 1944., Broszat criticó duramente el libro de Hillgruber sobre las relaciones germano-rumanas, argumentando que Hillgruber había malinterpretado gravemente las relaciones del Reich con Rumania al centrarse sólo en el Auswärtiges Amt y en Hitler. Broszat argumentó que había dos facciones que competían entre sí en cuanto a a las relaciones con Rumania, es decir, la "vieja guardia" que comprendía las élites alemanas tradicionales en la Wehrmacht y el Auswärtiges Amt que apoyaban al general Ion Antonescu y la "nueva guardia" de las SS y el NSDAP que apoyaban a Horia Sima de la Guardia de Hierro. Así, Broszat argumentó que la política alemana hacia Rumania entre septiembre de 1940 y enero de 1941 fue en gran medida incoherente, con diferentes facciones del gobierno alemán apoyando a diferentes facciones del gobierno rumano, lo que explica cómo en enero de 1941 las SS apoyaron el intento de golpe de Estado de la Guardia de Hierro contra el general Antonescu, mientras que la Wehrmacht y el Auswärtiges Amt apoyaron a Antonescu. Broszat sostuvo que la imagen de Hillgruber de que la política exterior alemana estaba dirigida por Hitler en todo momento era incorrecta porque, si eso fuera cierto, la situación en enero de 1941 durante la rebelión de los legionarios y el pogromo de Bucarest, con las SS apoyando el golpe de la Guardia de Hierro contra el general Antonescu, que contaba con el apoyo de la Wehrmacht y del Auswärtiges Amt nunca hubiera ocurrido. Broszat argumentó que, en última instancia, Hitler optó por apoyar a Antonescu como parte de su preferencia general por conservadores, que eran más capaces de gobernar de manera competente que fascistas radicales como la Guardia de Hierro, que estaban ideológicamente más cerca de él, pero también eran incompetentes.
Uno de los principales críticos de Hillgruber, el historiador marxista británico Timothy Mason, aceptó la tesis del Stufenplan, pero argumentó que una crisis económica descarriló el Stufenplan a finales de la década de 1930. Mason argumentó que "la Alemania nazi siempre estuvo empeñada en algún momento en emprender una importante guerra de expansión", pero el momento de dicha guerra estaba determinado por presiones políticas internas, especialmente en relación con una economía en quiebra, y no tenía nada que ver con lo que Hitler había buscado. En opinión de Mason, en el período comprendido entre 1936 y 1941, el estado de la economía alemana, y no la "voluntad" o las "intenciones" de Hitler, fue el determinante más importante en la toma de decisiones alemanas en política exterior. Mason argumentó que los dirigentes nazis, profundamente atormentados por la Revolución de Noviembre de 1918, no estaban muy dispuestos a ver ninguna caída en el nivel de vida de la clase trabajadora por temor a que pudiera provocar una revolución equiparable. Según Mason, en 1939, el "sobrecalentamiento" de la economía alemana provocado por el rearme, el fracaso de varios planes de rearme producido por la escasez de trabajadores cualificados, el malestar industrial provocado por el fracaso de las políticas sociales alemanas y la fuerte caída del nivel de vida de la clase trabajadora alemana obligaron a Hitler a ir a la guerra en un momento y lugar que no había elegido. Mason sostuvo que, ante la profunda crisis socioeconómica, los líderes nazis habían decidido embarcarse en una despiadada política exterior de "aplastar y apoderarse" de territorio en Europa Oriental que podría ser saqueado sin piedad para apoyar los niveles de vida en Alemania. De esta manera, argumentó Mason, el estallido de la Segunda Guerra Mundial en 1939 fue causado por problemas económicos estructurales, una "huida a la guerra" impuesta por una crisis interna, y no por algún plan maestro para la guerra por parte de Hitler. El historiador anglo-alemán H. W. Koch, en un ensayo de 1983, criticó la imagen que Hillgruber tenía de Hitler siguiendo una política exterior rígidamente preconcebida que supuestamente había elaborado en la década de 1920. Koch escribió contra Hillgruber que Hitler no quería una guerra con Polonia, y que el Pacto Ribbentrop-Mólotov (en su opinión) tenía como objetivo presionar a los polacos para que hicieran concesiones en lugar de ser (como afirmó Hillgruber) un plan para dividir Polonia. El historiador húngaro-estadounidense John Lukács criticó la interpretación que hizo Hillgruber de Hitler siguiendo un Stufenplan, argumentando que había mucho oportunismo y contingencia en la estrategia de Hitler, con pocas señales de un plan maestro. En opinión de Lukács, la Operación Barbarroja fue principalmente una medida antibritánica destinada a obligar a Gran Bretaña a rendirse derrotando a la Unión Soviética. Asimismo, Lukács argumentó que la declaración de Hitler al Alto Comisionado de la Sociedad de las Naciones para Danzig, Carl Jacob Burckhardt, en agosto de 1939, afirmando que "Todo lo que emprendo está dirigido contra Rusia...", que Hillgruber citó como evidencia de las intenciones antisoviéticas finales de Hitler., fue simplemente un esfuerzo por intimidar a Gran Bretaña y Francia para que abandonaran Polonia. De la misma manera, Lukács discrepó de la afirmación de Hillgruber de que la guerra contra Gran Bretaña tenía para Hitler sólo una importancia "secundaria" en comparación con la guerra contra la Unión Soviética. El historiador griego Aristóteles Kallis escribió que no hay "evidencia concluyente" de que Hitler "... tuviera un plan claro para dominar el mundo..." 

## Como historiador conservador
En la década de 1970, Hillgruber, junto con su estrecho colaborador Klaus Hildebrand, participó en un debate muy enconado con Hans-Ulrich Wehler sobre los méritos de las escuels de la Primat der Aussenpolitik ("primacía de la política exterior") y la Primat der Innenpolitik ("primacía de la política interna"). Hillgruber y Hildebrand defendieron el enfoque tradicional Primat der Aussenpolitik de la historia de la diplomacia, haciendo hincapié en examinar los registros del Ministerio de Asuntos Exteriores pertinente y los estudios de la élite que toma las decisiones en política exterior. Wehler, que favorecía la Primat der Innenpolitik, sostuvo que la historia diplomática debería ser tratada como una subrama de la historia social, pidió una investigación con base teórica y argumentó que el verdadero foco debería estar en el estudio de la sociedad en cuestión. El intercambio entre Wehler, por un lado, y Hillgruber y Hildebrand, por el otro, frecuentemente implicó acusaciones de mala fe, citas erróneas intencionales y sugerencias de que la otra parte no entendía adecuadamente la historia.
En 1971, Hillgruber fue uno de los principales críticos del Acuerdo Cuatripartito sobre Berlín, acusando al gobierno de Alemania Occidental y a las tres potencias occidentales con derechos en Berlín Occidental, a saber, Estados Unidos, Gran Bretaña y Francia, de otorgar aprobación a lo que él consideraba la ilegal ocupación soviética de Alemania Oriental y al igualmente ilegítimo régimen de Alemania Oriental, al tiempo que aceptaba la partición de Berlín como permanente. Hillgruber escribió que el acuerdo había confirmado el "status quo minus" de Berlín y que el acuerdo era demasiado vago en la referencia a las "condiciones existentes en el área relevante". Finalmente, Hillgruber acusó a Occidente de haber cedido al prometer limitar el contacto entre Berlín Occidental y Oriental y permitir que se estableciera un consulado soviético en Berlín Occidental, lo que, según Hillgruber, era una admisión implícita de la afirmación soviética de que Berlín Occidental no era parte de la República Federal.
Como historiador de derecha, Hillgruber a menudo se sentía incómodo con la creciente influencia de la izquierda en el mundo académico alemán desde finales de los años sesenta en adelante. En su libro de texto de 1974, Deutsche Geschichte 1945-1972 (Historia alemana 1945-1972), Hillgruber se quejaba de que los radicales influenciados por "las fuerzas del marxismo-leninismo doctrinario", e inclinados hacia Alemania Oriental, estaban teniendo demasiada influencia en la educación superior de Alemania Occidental.. En el mismo libro, Hillgruber atacó a la Nueva Izquierda por carecer de las herramientas metodológicas adecuadas para comprender la historia alemana. En particular, Hillgruber argumentó que la tesis de Primat der Innenpolitik empleada por historiadores como Wehler no era un recurso académico adecuado, sino "una aparente legitimación académica" para que la Nueva Izquierda avanzara en su agenda en el presente. Hillgruber acusó a Wehler de objetivos "casi totalitarios" para la profesión histórica alemana y pidió a los historiadores conservadores realizar una ofensiva sostenida para derrotar a Wehler y sus "revolucionarios culturales" con el fin de salvar la historia como profesión en Alemania. Asimismo, a pesar de su acuerdo parcial con Fischer sobre los orígenes de la Primera Guerra Mundial, Hillgruber luchó frecuentemente contra la interpretación de Fischer del Imperio Alemán como una potencia singularmente agresiva que amenazaba a sus vecinos a lo largo de su existencia. En 1990, Hillgruber fue colaborador póstumo del libro Escape Into War? (¿Escapar a la guerra?), una colección de ensayos que examinan la política exterior de la Alemania imperial y que atacan a Fischer y a la escuela de historiadores de izquierda de Bielefeld encabezada por Wehler por "relativizar" la historia y hacer declaraciones "banales"  El historiador canadiense James Retallack adoptó la opinión de que Hillgruber junto con sus aliados Klaus Hildebrand, Lothar Gall, Gregor Schöllgen y Michael Stürmer fueron culpables de una "grave injusticia" con sus ataques en Escape Into War? a aquellos historiadores alemanes como Fischer y Wehler que criticaban la política exterior imperial alemana. Hillgruber expresó una considerable decepción con la reedición de la obra alguna vez prohibida de Eckart Kehr, que Hillgruber descartó como simplemente "marxisantes de moda" típicos del entorno intelectual de los años 1960-70. En una reseña de un libro publicada en el Frankfurter Allgemeine Zeitung el 18 de junio de 1979, Hillgruber ofreció en su mayor parte un juicio muy desfavorable sobre la obra de David Irving. A pesar de sus críticas, Hillgruber finalizó su reseña con el comentario de que el trabajo de Irving "equivale a un mérito indudable y nada pequeño de Irving". El historiador estadounidense John Lukács consideró que era una señal de los prejuicios generales derechistas de Hillgruber el hecho de que no adjuntara palabras de elogio tan calificativas como las que pronunció a Irving durante cualquiera de sus ataques a historiadores de izquierda como Eberhard Jäckel y Hans-Ulrich Wehler. Como parte de su crítica a los historiadores sociales de izquierda, Hillgruber afirmó lo que consideraba la primacía de la historia diplomático-militar tradicional al escribir:
A pesar de la importancia de todos los acontecimientos a largo plazo, las grandes diferencias entre las grandes potencias mundiales han determinado básicamente el curso de la historia general, incluso en los siglos XIX y XX.
El historiador canadiense Holger Herwig escribió en 1982 que Hillgruber era un seguidor del concepto Primat der Aussenpolitik de Leopold von Ranke. Herwig escribió que para Hillgruber la historia la hacían pequeñas élites políticas y militares que no eran prisioneras de fuerzas fuera de su control y que, en cambio, hacían historia a través de sus elecciones y decisiones.
Un ejemplo sorprendente de la política conservadora de Hillgruber se produjo en 1979, cuando él y su protegido Hildebrand escribieron una serie de artículos para conmemorar el 40.º aniversario del pacto de no agresión germano-soviético de 1939. Los historiadores alemanes Gerd Ueberschär y Rolf-Dieter Müller comentaron que Hillgruber e Hildebrand "... desarrollaron una interpretación altamente politizada y firmemente conservadora del mismo [el pacto de no agresión de 1939]". Ueberschär y Müller observaron que los artículos que escribieron Hillgruber y Hildebrand no trataban realmente del pacto Ribbentrop-Molotov, sino que eran los medios con los que Hillgruber e Hildebrand podían atacar varias tendencias en el mundo de 1979, como la distensión con la Unión Soviética, los estudiantes radicales en los campus universitarios, la teoría de que la Unión Soviética no era una dictadura totalitaria y el surgimiento de la escuela funcionalista de historiografía que desaprobaban. Ueberschär y Müller notaron que uno de los artículos de Hillgruber-Hildebrand tenía como subtítulo "¿Paralelos con la actualidad?" y ese artículo procedió a responder afirmativamente a esa pregunta, con Hillgruber y Hildebrand afirmando que no había una diferencia real entre las políticas de la Unión Soviética en 1939 y 1979. Ueberschär y Müller escribieron que el artículo trataba realmente sobre el mundo de 1979 en contraposición al mundo de 1939. Los artículos de Hillgruber-Hildebrad eran tan conservadores intelectualmente como políticamente. Hillgruber y Hildebrand argumentaron que para alcanzar una "comprensión" histórica adecuada del pacto de 1939 era necesario estudiar y comprender en profundidad las personalidades de Hitler y Stalin como las fuerzas sociales en Alemania y la Unión Soviética. Hillgruber atacó las "muchas nuevas opiniones 'revisionistas' entre los historiadores de Alemania Occidental sobre una supuesta 'policracia' en el Tercer Reich", defendiendo la imagen tradicional de Hitler como "el amo del Tercer Reich". Hillgruber y Hildebrand defendieron la visión tradicional de Ranke de la historia política como el tipo de historia más importante, que la política la decidía el líder de la nación en contraposición a varias fuerzas sociales desde abajo, y descartaron las afirmaciones de muchos historiadores más jóvenes de Alemania Occidental que deseaban entender la historia política como una extensión de la historia social. Hillgruber y Hildebrand escribieron: "Las actitudes de Hitler y Stalin con respecto al desarrollo y la implementación del pacto de no agresión nazi-soviético proporcionan una evidencia clara del papel dominante y sumamente importante del líder". De esta manera, Hillgruber y Hildebrand afirmaron su creencia en el enfoque tradicional y verticalista de la Primat der Aussenpolitik de la historia.
Hillgruber, autoproclamado conservador y nacionalista, nunca negó ni minimizó los crímenes cometidos en nombre de Alemania y de ninguna manera puede ser considerado un negacionista del Holocausto ; pero argumentó que Alemania, como gran potencia, tenía el potencial de hacer mucho bien a Europa. Para él, la tragedia fue que este potencial nunca se cumplió. En su opinión, el problema no residía en la dominación alemana de Europa central y oriental, sino más bien en la forma particular en que los nazis ejercían esa dominación. Sostuvo que las relaciones germano-rusas, germano-polacas, germano-checas, germano-húngaras y germano-judías eran tradicionalmente amistosas, y lamentó que los nazis hubieran roto esos lazos. Otros sostuvieron que estos lazos de amistad nunca habían existido excepto como producto de la imaginación de Hillgruber. Para Hillgruber, la derrota de Alemania en 1945 fue una catástrofe que puso fin tanto a la presencia étnica alemana en Europa Oriental como a Alemania como gran potencia en Europa. Como alguien del "Oriente germánico", Hillgruber escribía a menudo con nostalgia sobre el perdido Heimat de Prusia Oriental, donde había crecido. Hillgruber respondió una vez a una pregunta sobre cuál era su mayor deseo respondiendo "vivir una vida en Königsberg". Sus homólogos de Alemania Oriental, la Unión Soviética, Polonia, Hungría y Checoslovaquia lo denunciaron como chovinista, racista e imperialista alemán y lo acusaron de glorificar el concepto de Drang nach Osten.
Sin embargo, Hillgruber estaba dispuesto a aceptar, aunque a regañadientes, lo que a menudo llamó las "fronteras de Yalta" de Alemania después de la Conferencia de Yalta de 1945. Lo que no estaba dispuesto a aceptar era la partición de Alemania. A menudo se quejaba de que el gobierno de Alemania Occidental no estaba haciendo lo suficiente para reunificar Alemania. En un discurso de 1981, pidió a Bonn que creara un nuevo nacionalismo alemán basado en el respeto de los derechos humanos que garantizara que las generaciones futuras no perdieran de vista el sueño de la reunificación.

### El historiador intencionalista
Hillgruber fue un intencionalista sobre los orígenes del debate sobre el Holocausto, argumentando que Adolf Hitler fue la fuerza impulsora detrás del Holocausto. Esto lo enfrentó con historiadores funcionalistas como Hans Mommsen y Martin Broszat, cuyas afirmaciones "revisionistas" sobre los orígenes del Holocausto Hillgruber encontraba desagradables. Hillgruber era bien conocido por argumentar que había una estrecha conexión entre la política exterior de Hitler y las políticas antisemitas y que la decisión de Hitler de invadir la Unión Soviética en 1941 estaba vinculada a la decisión de iniciar el Holocausto. Hillgruber argumentó que el Kernstück (núcleo) de la Weltanschauung (visión del mundo) racista de Hitler se encontraba en Mein Kampf. Creía que el Holocausto debía iniciarse sólo con la invasión de la Unión Soviética. En opinión de Hillgruber, las frecuentes referencias de Hitler al "judeobolchevismo", para describir tanto a los judíos como al comunismo, traicionaban su deseo de destruir a ambos simultáneamente. En su opinión, la Operación Barbarroja había sido concebida como, y era, una guerra de exterminio total contra lo que Hitler veía como un sistema "judeo-bolchevique" en la Unión Soviética. Hillgruber fue digno de mención como el primer historiador que defendió la conexión entre la Operación Barbarroja y la decisión de comenzar el Holocausto. En su opinión, desde aproximadamente 1924 en adelante:
"La conquista de la Rusia europea, piedra angular de la fase continental europea de su programa, estaba, pues, para Hitler, indisolublemente ligada al exterminio de estos "bacilos", los judíos. En su concepción, habían ganado dominio sobre Rusia con la Revolución Bolchevique. Rusia se convirtió así en el centro desde el que irradiaba un peligro global, particularmente amenazador para la raza aria y su núcleo alemán. Para Hitler, el bolchevismo significaba el gobierno consumado de los judíos, mientras que la democracia -tal como se había desarrollado en Europa occidental y en la Alemania de Weimar- representaba una etapa preliminar del bolchevismo, ya que los judíos obtuvieron allí una influencia destacada, aunque todavía no dominante. Este componente racista del pensamiento de Hitler estaba tan estrechamente entrelazado con el elemento político central de su programa, la conquista de la Rusia europea, que la derrota de Rusia y el exterminio de los judíos fueron -en teoría y posteriormente en la práctica- inseparables para él. Sin embargo, al objetivo de expansión per se, Hitler no le dio fundamentos raciales, sino políticos, estratégicos, económicos y demográficos." 
Según Hillgruber, Hitler tenía cuatro motivos al lanzar la Operación Barbarroja, a saber:
- El exterminio no sólo de la "élite judía bolchevique " que supuestamente gobernó la Unión Soviética desde que tomó el poder en 1917, sino también el exterminio de cada hombre, mujer y niño judío en la Unión Soviética.[116]
- Proporcionar a Alemania un Lebensraum ("espacio vital") asentando a millones de colonos alemanes dentro de lo que pronto sería la antigua Unión Soviética, algo que habría requerido un desplazamiento masivo de población de millones de Untermenschen ("subhumanos") rusos, que tendrían que ser obligados a abandonar sus hogares para dar paso a los colonos del Herrenvolk ("raza superior").[116]
- Convertir a los rusos y otros pueblos eslavos no expulsados de sus hogares en esclavos que proporcionarían a Alemania una mano de obra ultrabarata para ser explotada.[116]
- Utilizar los vastos recursos naturales de la Unión Soviética para proporcionar la primera piedra de una zona económica dominada por Alemania en Eurasia que sería inmune al bloqueo y proporcionaría a Alemania la fuerza económica suficiente para permitir al Reich conquistar el mundo entero.[116]

Ueberschär y Müller escribieron que "el análisis más instructivo de la naturaleza especial de la campaña del Este todavía se puede encontrar en el trabajo de Andreas Hillgruber", y que las cuatro razones que Hillgruber dio para la Operación Barbarroja siguen siendo la explicación más convincente de por qué Hitler lanzó Barbarroja. En particular, Hillgruber enfatizó que los planes de Hitler para el Este eran sólo el comienzo, ya que Hillgruber sostuvo que Hitler no tenía un "programa europeo", sino que apuntaba a una "guerra relámpago mundial" con el objetivo de conquistar el mundo. Hillgruber argumentó que, a partir del verano de 1940, Hitler consideró que la conquista de la Unión Soviética le proporcionaba los recursos necesarios para derrotar tanto al Imperio Británico como a los todavía neutrales Estados Unidos. Lo que se planeaba para la población judía de la Unión Soviética también se haría a su tiempo para las poblaciones judías del Imperio Británico y de Estados Unidos. En una conferencia de 1985, Hillgruber declaró que la historia de la Segunda Guerra Mundial no podía tratarse como un acontecimiento separado del Holocausto, y que para los dirigentes nacionalsocialistas no había diferencia entre la guerra contra los judíos y la guerra contra los jAliados: ambos eventos fueron caras diferentes de la misma moneda. Como tal, Hillgruber condenó la tendencia de los historiadores a separar la historia de la Segunda Guerra Mundial de la "solución final", e instó a los historiadores a comenzar a escribir historias que tuvieran en cuenta que la "revolución racial" nacionalsocialista y los planes para un "estatus de potencia mundial" alemana fueron parte integrante del mismo proceso.
Hillgruber argumentó que el antisemitismo era muy importante para la "integración interna" de los diversos elementos dispares del movimiento nacionalsocialista, pero no fue crucial para el éxito electoral del NSDAP a principios de la década de 1930, que Hillgruber creía que tenía más que ver con el impacto de la Gran Depresión más bien que con cualquier aumento del antisemitismo. Hillgruber argumentó que para la mayoría de la gente corriente en Alemania que se volvía antisemita se trataba de que se volvieran antisemitas después de convertirse en nacionalsocialistas, en lugar de que los antisemitas se convirtieran en nacionalsocialistas. Sostuvo que Hitler siempre había tenido la intención de exterminar a los judíos desde principios de la década de 1920, afirmando que para Hitler era necesaria una "revolución racial" para ganar una posición de "potencia global", pero que al principio necesitaba cumplir ciertas condiciones previas. Hillgruber sostuvo que para Hitler la invasión de Polonia en 1939 estaba destinada a ser tanto el comienzo de la "revolución biológica" como sólo una guerra local, y que las declaraciones de guerra británicas y francesas fueron una sorpresa desagradable que interrumpió la ejecución completa de sus planes. Por lo tanto, en opinión de Hillgruber, Hitler tuvo que posponer la plena ejecución de sus planes, que ya habían comenzado con la guerra contra Polonia, hasta que Francia fuera derrotada. De la misma manera, Hillgruber sostuvo que el programa Acción T4 era parte de los intentos de Hitler de construir un consenso nacional para el genocidio y conseguir el apoyo de la burocracia (la mayoría de la cual había comenzado sus carreras durante el Imperio Alemán o la República de Weimar) para su política genocida. Hillgruber argumentó que las limitadas protestas públicas que tuvieron lugar en 1941 contra los asesinatos de la Acción T4 en un contexto de aprobación o indiferencia pública generalizada hacia los asesinatos de compatriotas alemanes que casualmente tenían discapacidades mentales y/o físicas demostraron a Hitler lo fácil que era crear un consenso nacional genocida, y que, fundamentalmente, la burocracia no estaba entre los que protestaron. Esto fue especialmente digno de mención ya que los asesinatos de la Acción T4 tuvieron lugar dentro de Alemania, y las víctimas de la Acción T4 se encontraban entre los elementos más vulnerables, desafortunados y débiles de la sociedad alemana: personas que, argumentó Hillgruber, deberían haber inspirado compasión y bondad en lugar de un impulso despiadado para matarlos a todos. Este fue especialmente el caso de muchos de los alemanes con discapacidades físicas y mentales asesinados como "vida indigna de vivir" en seis centros de exterminio apenas disfrazados de hogares eran niños. Hillgruber sostuvo que si los asesinatos de compatriotas alemanes en la Acción T4 causaron sólo protestas limitadas en Alemania, entonces Hitler podría haber esperado razonablemente que los asesinatos de judíos (la gran mayoría de los cuales no eran alemanes) fuera de Alemania, en Europa Oriental, encontrarían aún menos oposición.
En el ensayo de 1984 "La guerra en el Este y el exterminio de los judíos", Hillgruber argumentó que, basándose en una lectura de los primeros discursos y escritos de Hitler, Hitler asociaba a los judíos y a los comunistas como uno y lo mismo y, en consecuencia, consideraba la destrucción de los judíos y la Unión Soviética como parte integrante del mismo proceso. Hillgruber argumentó que la decisión de comenzar el Holocausto probablemente se tomó durante las primeras etapas de planificación de la Operación Barbarroja a finales de junio y principios de julio de 1940, pero que las pruebas documentales supervivientes no eran concluyentes sobre este punto. Basado en las declaraciones de Hitler a sus generales sobre la próxima guerra de aniquilación contra el "judeobolchevismo" y las órdenes de Reinhard Heydrich de restablecer los Einsatzgruppen, Hillgruber argumentó que la decisión de iniciar el Endlösung no se tomó más tarde de marzo de 1941. Hillgruber señaló que las masacres de judíos soviéticos por parte de los Einsatzgruppen que culminarían con su exterminio a menudo se justificaban bajo el argumento de operaciones antipartisanas, que esto era sólo una mera "excusa" para la considerable participación del ejército alemán en el Holocausto en Rusia y los términos crímenes de guerra y crímenes contra la humanidad fueron, de hecho, etiquetas correctas para lo sucedido. Hillgruber sostuvo que la matanza de alrededor de 2,2 millones de hombres, mujeres y niños indefensos por motivos de ideología racista no puede justificarse por ningún motivo, y que aquellos generales alemanes que afirmaban que los Einsatzgruppen eran una respuesta antipartidista necesaria estaban mintiendo. Hillgruber describió la relación entre los Einsatzgruppen y la Wehrmacht de la siguiente manera:
"La cooperación práctica del ejército regular y los Einsatzgruppen con respecto a los judíos adoptó esta forma: inmediatamente después de hacerse con el control de una zona, el comandante del ejército dio órdenes para que los judíos fueran registrados. En carteles de gran formato se daban instrucciones a los residentes judíos para que se presentaran y se identificaran, lo que facilitó a las unidades de la policía de seguridad y del SD su arresto, a menos que algunos de ellos, al enterarse de su destino, huyeran a el bosque o de otra manera "pasaran a la clandestinidad"... Al igual que los Einsatzgruppen en las zonas de la retaguardia del ejército, en partes de la Unión Soviética puestas bajo administración civil alemana, los "líderes superiores de las SS y la policía" tenían un conjunto de deberes prescritos, que incluían el asesinato sistemático de judíos." 
Hillgruber adoptó una posición bastante extrema: "Sin Hitler, no hay Holocausto". Creía que fue Hitler el único que hizo posible el Holocausto. Sostuvo que, incluso si los nazis hubieran llegado al poder bajo algún otro líder como Hermann Göring o Joseph Goebbels, por ejemplo, los judíos habrían sufrido persecución y discriminación, pero no genocidio. Hillgruber presentó una vez en una conferencia de historiadores en 1984 un escenario contrafáctico según el cual, si hubiera sido una coalición del Partido Nacional del Pueblo Alemán y el Stahlhelm la que tomó el poder en 1933 sin el NSDAP, todas las leyes antisemitas en Alemania que fueron aprobadas entre 1933 y 1938 se habría aprobado, pero no habría habido Holocausto. Sostuvo que los otros líderes nazis como Göring, Goebbels y Heinrich Himmler participaron voluntariamente en el Holocausto, al igual que muchos otros alemanes en los "círculos de responsabilidad" cada vez más amplios del Holocausto, pero que sin el papel decisivo de Hitler no habría habido ningún holocausto. A pesar de su énfasis en el papel de Hitler, Hillgruber a menudo destacó que el Holocausto fue obra tanto de la burocracia estatal alemana como del partido nazi, los nazis apolíticos y comprometidos, mientras que "la masa de la población alemana" aceptó "unvermeidlicherweise nur unzulänglich verschleierten Vorgangs " ("un proceso que nunca podría ocultarse más que de forma inadecuada"). Hillgruber escribió que:
La evidente facilidad con la que se podía reclutar y "manipular" a la gente, en las condiciones civilizadas del siglo XX, para tratar a los seres humanos como mercancías y matarlos en grandes cantidades... es el aspecto más inquietante; el gran número de graduados universitarios involucrados es lo más alarmante. Hay que plantear la cuestión -que afecta a la antropología, la psicología social y la psicología individual- de una posible repetición en otras condiciones ideológicas, en situaciones y circunstancias extremas reales o percibidas. Más allá de la responsabilidad del historiador de mantener viva la memoria de los millones de víctimas, esta cuestión -que apunta a un problema central del presente y del futuro y, por tanto, trasciende la tarea del historiador- presenta un desafío para todos nosotros.

## La Historikerstreit

### Zweierlei Untergang
Hillgruber fue uno de los protagonistas de la llamada Historikerstreit, la Disputa de los historiadores (o Controversia de los historiadores) de 1986-87. Hillgruber consideró que el Holocausto fue una tragedia horrible, pero sólo una de muchas que ocurrieron en el siglo XX. En una entrevista de 1986 afirmó que no había diferencia moral entre el régimen soviético y el régimen nazi, y que el Holocausto no fue único. En su muy controvertido ensayo de 1986 "Der Zusammenbruch im Osten 1944/45 " ("El colapso en el Este 1944/45 ") de su libro Zweierlei Untergang (Dos tipos de ruina), Hillgruber destacó los sufrimientos de los alemanes en lo que entonces era el este de Alemania, que tuvieron que huir o fueron expulsados o asesinados por el Ejército Rojo. Documentó las violaciones masivas en grupo de mujeres y niñas alemanas, y los saqueos y masacres generalizados de civiles alemanes por parte del ejército soviético.  Se estima que en 1945 los soldados del Ejército Rojo violaron a dos millones de mujeres y niñas alemanas durante su avance hacia Alemania. Hillgruber rindió homenaje a quienes habían tenido que evacuar a la población alemana y a los soldados que hicieron todo lo posible para frenar el avance soviético.   Hillgruber describió los esfuerzos para evacuar a la población alemana, gran parte de la cual fue irremediablemente arruinada por funcionarios corruptos e incompetentes del partido nazi, y los combates salvajes y desesperados que marcaron el sangriento clímax de la guerra en el frente oriental. 

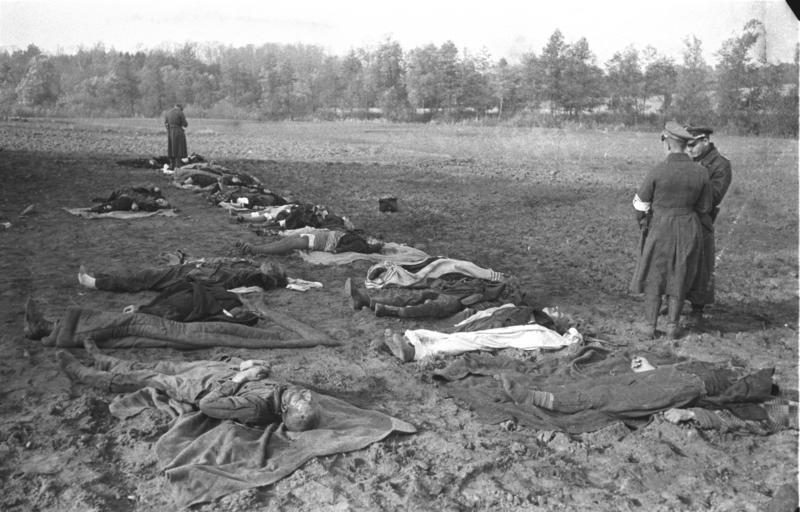
Civiles alemanes muertos en Nemmersdorf, Prusia Oriental. ¿Una tragedia equivalente al Holocausto? Hillgruber afirmó en Zweierlei Untergang que los asesinatos y la expulsión de alemanes durante los últimos días de la Segunda Guerra Mundial e inmediatamente después fueron una tragedia tan grande como la Shoah.

Para Hillgruber, el fin del "este alemán", en el que había nacido y crecido, fue tan trágico como el Holocausto y marcó el fin de lo que él consideraba la mejor oportunidad de progreso para Europa Oriental. La intención de Hillgruber en Zweierlei Untergang era mostrar el "oscuro entrelazamiento" entre la Shoah y la expulsión de los alemanes de Europa Oriental. Hillgruber describió como "una tragedia para toda Europa" que la Segunda Guerra Mundial terminara con la incorporación de Europa Oriental a la esfera de influencia soviética, con la expulsión de los alemanes de Europa Oriental (que, según señaló Hillgruber, incluía a su familia) y con una Alemania pasó de ser una gran potencia a un campo de batalla de la Guerra Fría entre Estados Unidos y la Unión Soviética. Los dos tipos de ruina en el título eran el Holocausto y la expulsión de los Reichsdeutsche (alemanes del Reich; aquellos alemanes que viven en Alemania) y Volksdeutsche (alemanes étnicos que viven fuera de Alemania). Para Hillgruber, ambos acontecimientos, o "catástrofes nacionales", como él prefería llamarlos, fueron igualmente trágicos. En última instancia, culpó de ambos a los nazis y a su expansionismo inhumano e impulsado ideológicamente. El subtítulo de Zweierlei Untergang, Die Zerschlagung des Deutschen Reiches und das Ende des europäischen Judentums (La destrucción del Reich alemán y el fin de los judíos europeos), reflejaba su controvertida visión de la equivalencia moral del fin de Alemania como gran potencia y el Holocausto. A pesar de su afirmación de que ambos acontecimientos fueron igualmente trágicos, Hillgruber escribió mucho más sobre los sufrimientos de los alemanes que sobre los judíos: el ensayo sobre el Holocausto ocupa 29 páginas en comparación con las 74 páginas asignadas al "aplastamiento" del Reich.
En el mismo ensayo, Hillgruber atacó al presidente estadounidense Franklin D. Roosevelt y al primer ministro británico Winston Churchill por apoyar en varias conferencias en tiempos de guerra la expansión de Polonia y la Unión Soviética a expensas de Alemania. Hillgruber afirmó que Alemania tenía todo el derecho moral a conservar todo el territorio que había pertenecido al Reich en 1914, más Austria y los Sudetes, y que cualquier intento de quitarle tierras a Alemania era profundamente erróneo. Hillgruber escribió que la condenada defensa alemana en el Este estaba "justificada" ya que cada ciudad, cada pueblo y cada aldea en el este de Alemania que tomaron los soviéticos estaba "perdida para siempre para Alemania y sus habitantes alemanes". En opinión de Hillgruber, lo que consideraba el gran error de que Alemania perdiera algunos de sus territorios orientales después de perder la guerra sólo podía explicarse por prejuicios antialemanes que acusaba de mantener a los líderes estadounidenses y especialmente británicos. Hillgruber escribió que la expulsión de los alemanes de Europa Oriental no fue una respuesta a los crímenes nazis, sino que era parte de los planes aliados preexistentes para destruir Alemania, y escribió que las expulsiones no eran "una especie de" respuesta "a los crímenes del despotismo alemán, cuyo alcance no fue realmente reconocido durante la guerra, sino que también correspondían a objetivos que las principales potencias enemigas habían perseguido durante mucho tiempo y que se pusieron en práctica durante la guerra".
En un aparente desmentido de su propia crítica del escritor histórico estadounidense anglofóbico David Hoggan en su libro de 1967 Alemania y las dos guerras mundiales, Hillgruber afirmó en su ensayo de 1986 que la política británica había sido buscar la destrucción de Alemania desde 1907, comenzando con el escrito de Eyre Crowe sobre Alemania titulado "Memorando sobre el estado actual de las relaciones británicas con Francia y Alemania". Hillgruber afirmó que los prejuicios irracionales antialemanes que se decía estaban rampantes dentro de la elite británica impulsaron la política británica, y que lo que le sucedió a Alemania en 1945 fue simplemente la culminación de una política británica a largo plazo para destruir a Alemania como nación, que todo gobierno británico había perseguido desde 1907. Según Hillgruber: "El antiprusianismo fue la base de la política de guerra británica contra Alemania". Hillgruber acusó a los británicos de mantener "una imagen negativa de Prusia, exagerada hasta el punto de convertirse en un mito", que los llevó a buscar la destrucción total del Estado prusiano-alemán en la Segunda Guerra Mundial, y los cegó ante el hecho de que un estado centroeuropeo fuerte liderado por Prusia fue lo único que evitó la "inundación" de Europa central por parte del Ejército Rojo. De esta manera, Hillgruber argumentó "que la amputación del Reich en favor de una mayor Polonia era un objetivo de guerra de los aliados mucho antes de Auschwitz", y afirmó que la pérdida de los territorios alemanes del este se debía a prejuicios antialemanes. Hillgruber afirmó que la ofensiva de bombardeos estratégicos angloamericanos contra Alemania era tanto una política de genocidio angloamericano para los alemanes como la política de genocidio que los alemanes estaban llevando a cabo contra los judíos europeos al mismo tiempo.
Quizás lo más controvertido fue que Hillgruber describió cómo la Wehrmacht alemana actuó de una manera que él consideraba "heroica" y "autosacrificada" al defender a la población alemana contra el Ejército Rojo y la "orgía de venganza" que este perpetró en 1944-1945. Hillgruber escribió que era hora de empezar a celebrar lo que consideraba la última resistencia "heroica" de la Wehrmacht en el frente oriental. Afirmó que la Wehrmacht estaba luchando en 1944-45 "por una zona de asentamiento alemán centenaria, por el hogar de millones de alemanes que vivían en un núcleo del Reich alemán, concretamente en Prusia Oriental, en las provincias de Prusia Oriental, Prusia Occidental, Silesia, Brandeburgo Oriental y Pomerania". Hillgruber afirmó que durante la guerra había cuatro versiones de cómo debería ser Europa Central después de la guerra. Éstas eran:
- La visión de Hitler de una gran Alemania gobernando toda Europa desde el Canal de la Mancha hasta los Urales, con toda la población judía europea exterminada y 30 millones de eslavos expulsados de Europa Oriental para dar paso a la colonización alemana.[142]
- La visión conservadora alemana asociada con los conspiradores del 20 de julio, que preveían la destrucción del sistema de Versalles y una gran Alemania gobernando toda Europa central y oriental.[142]
- La visión angloamericana que pedía una Polonia más grande hasta la línea Oder-Neisse a expensas de Alemania, y una alianza de Polonia, Checoslovaquia, Hungría y Austria para mantener la paz.[142]
- Y, finalmente, la visión de Stalin que preveía la expansión de la Unión Soviética a expensas de sus vecinos y el establecimiento de regímenes comunistas en todos los países de Europa Oriental.[142]

Hillgruber afirmó que Roosevelt y, más aún, Churchill, cegados por su odio hacia todo lo alemán, no se dieron cuenta de que su visión era defectuosa, ya que pedía el desmembramiento de Alemania, la única potencia capaz de mantener a la Unión Soviética fuera de Europa Central, trágicamente permitió que prevaleciera la visión de Stalin.
Hillgruber finalizó su ensayo "Der Zusammenbruch im Osten 1944/45" con un llamado a una historia que tuviera en cuenta lo que consideraba los acontecimientos decisivos en el Frente Oriental:
"Los poderosos acontecimientos ocurridos entre el otoño de 1944 y la primavera de 1945 todavía exigen una descripción y un tratamiento que tenga en cuenta los acontecimientos del escenario histórico mundial y, sin embargo, ilustre los sufrimientos, los hechos, las ambiciones y los fracasos de los hombres como individuos. Ésta debe ser una de las tareas más difíciles que afrontan los historiadores. Con un esfuerzo estupendo, los historiadores han investigado la decadencia de la República democrática, el ascenso del movimiento nacionalsocialista y su Führer, y la fundación del Tercer Reich y sus estructuras. Quizás la última gran exigencia de esta historiografía sea la de formar una imagen integral del colapso de los frentes de batalla, la conquista de Europa central y oriental, la destrucción del Tercer Reich y la caída del este germánico, junto con todas las cosas que significan estos acontecimientos." 
El historiador militar británico Christopher Duffy escribiría en el prefacio de su libro Tormenta roja sobre el Reich (Red Storm on the Reich) de 1991 que su libro estaba destinado a responder al llamado del tipo de historia que Hillgruber quería ver escrita sobre los últimos días del Frente Oriental. Hillgruber elogió a los generales alemanes que se habían mantenido leales a Hitler durante el atentado del 20 de julio de 1944 por haber tomado la decisión moral correcta. Llamó a los líderes del intento de golpe de Estado Gesinnungsethiker (moralistas sentimentales) y a los que permanecieron leales a Hitler Veranthworthungsethiker (moralistas responsables). Hillgruber argumentó que si Hitler hubiera sido asesinado, el Frente Oriental se habría derrumbado más rápido de lo que lo hizo, poniendo así en peligro las vidas de millones de civiles alemanes, y por lo tanto condenó el complot de julio como irresponsable. John Lukács comentó que lo que Hillgruber parecía estar diciendo allí era que, a la luz de la amenaza soviética en 1944, lo correcto y moral que podía hacer un alemán era unirse en torno al Führer. Además, Hillgruber afirmó falsamente que Himmler había ordenado que los campos de exterminio dejaran de funcionar en septiembre de 1944, y argumentó que después de enero de 1945 todos los campos de exterminio estaban de todos modos en manos soviéticas. Así, en opinión de Hillgruber, la única cuestión moral en 1945 era si el ejército alemán podría resistir el tiempo suficiente para permitir que el mayor número posible de civiles alemanes escaparan hacia el oeste. En su ensayo, Hillgruber planteó el "problema de la identificación" para el historiador cuando escribe sobre los últimos días de la Segunda Guerra Mundial. Hillgruber escribió que, como historiador alemán, no podía "identificarse" con aquellos en los campos de exterminio y concentración alemanes, para quienes la derrota de Alemania significaba la liberación. Hilgruber escribió que, aunque el término "liberación" estaba "completamente justificado para las víctimas del régimen nacionalsocialista liberados de los campos de concentración y cárceles", era "inapropiado" en lo que respecta al "destino de la nación alemana". Hillgruber escribió que los aliados, especialmente el Ejército Rojo, llegaron a Alemania como conquistadores, no como libertadores, y que ningún alemán podía "identificarse" con ellos. Escribió:
"Si el historiador contempla la catástrofe invernal de 1944-45, sólo es posible una posición... debe identificarse con el destino concreto de la población alemana en el este y con los esfuerzos desesperados y sacrificados del ejército alemán del este y de la armada alemana del Báltico, que buscaban defender a la población de la orgía de venganza del Ejército Rojo, las violaciones masivas, los asesinatos arbitrarios y las deportaciones obligatorias. "
Hillgruber argumentó al escribir sobre los últimos días del este alemán en 1944-45, que la única perspectiva válida era la de los soldados alemanes de primera línea que luchaban para proteger a los civiles alemanes del Ejército Rojo, incluso aunque señaló que al resistir la Wehrmacht estaba "protegiendo" las cámaras de gas, mientras argumentaba que la Wehrmacht estaba "evitando lo peor" que les sucediera a los alemanes. Hillgruber presentó la defensa alemana del este de Alemania como parte de un esfuerzo idealista y paneuropeo y señaló con agrado que los voluntarios franceses, holandeses, belgas, daneses y noruegos sirvieron en las unidades de las Waffen SS, concretamente en la 33.ª División SS Charlemagne, la 23.ª SS Nederland, la 28.ª División SS Valonia y la 11.ª División SS Nordland habían luchado ferozmente por el Reich, y además muchos prisioneros de guerra franceses y polacos ayudaron a escapar a los civiles alemanes. Hillgruber argumentó que el Ejército Rojo tenía una "concepción fundamentalmente bárbara de la guerra" y que los horrores perpetrados por la "inundación asiática" del Ejército Rojo, que según él no tenían paralelo en la historia, hacían que la posición alemana en el Este estuviera moralmente "justificada". El historiador estadounidense Charles S. Maier resumió la tesis de Hillgruber en Der Zusammenbruch im Osten 1944/45  como:
"Hillgruber ha escrito que evocar la terrible misión de la Wehrmacht en el invierno de 1945 es uno de los desafíos más difíciles que puede enfrentar un historiador. Se refiere a la sagrada huida invernal ante los rusos. Hitler había ordenado una imposible defensa de las ciudades fortaleza. Las tropas soviéticas habían llegado con aparente licencia para violar y agredir. Millones de civiles y soldados alemanes esperaron trenes ocasionales en estaciones bombardeadas, viajaron en caravanas por los bosques prusianos o navegaron precariamente a través del Báltico hasta Jutlandia, a menudo acosados por sus propios funcionarios nazis fanáticos." 
Hillgruber vio la expulsión de los alemanes como la culminación de medio siglo de horror:
"La expulsión masiva de los alemanes de una cuarta parte del territorio del Reich de 1937 fue una parada provisional en el viaje que había comenzado con la difusión de la idea de una racionalización del territorio según la lealtad nacional y que había conducido a las luchas por las nacionalidades. en la periferia europea durante la Primera Guerra Mundial. A estas luchas siguió el primer genocidio (el de los armenios en Turquía) y las expulsiones masivas de griegos de Asia Menor. Las prácticas de exterminio y reasentamiento de Hitler y Stalin en sus respectivas "esferas de influencia" durante el período de su asociación entre 1939 y 1941 habían continuado tales "intercambios de poblaciones", y los asesinatos en masa habían alcanzado un grado extremo en la "Guerra del Este" de Hitler. desde junio de 1941 en adelante. Primero se exterminaría a los judíos de Polonia y de todo el Este, y luego a los de toda la Europa continental ocupada por los alemanes. La idea de un reasentamiento masivo en Europa central y oriental ganó cada vez más apoyo -primero en Gran Bretaña y luego en Estados Unidos, en un alejamiento total de sus tradiciones humanitarias- a medida que la victoria se hacía más segura y el objetivo de la destrucción de Prusia como el núcleo duro supuestamente permanente del Reich alemán se convirtió cada vez más claramente en un verdadero objetivo de guerra." 
De los dos ensayos de Zweierlei Untergang, uno era un resumen bien considerado (al menos por quienes adoptan una posición intencionalista como John Lukács) de la historia del Holocausto. En su ensayo sobre el Holocausto, Hillgruber admitió que había habido mucho antisemitismo en el Imperio alemán, pero argumentó que el antisemitismo era mucho más frecuente y peor en Francia, Rusia y Austria-Hungría antes de 1914. Hillgruber creía que, con la aparición del Deutsche Vaterlandspartei, patrocinado por el gobierno y abiertamente antisemita, dirigido por el almirante Alfred von Tirpitz en 1917, el antisemitismo pasó a ser sancionado por primera vez por el Estado alemán. Argumentó que, debido a las influencias austriacas y rusas, el antisemitismo se volvió más común en la República de Weimar que durante el Kaiserreich. Terminó su ensayo afirmando que el Holocausto fue el proyecto favorito de Hitler y de nadie más, y que sin él no habría tenido lugar. El otro ensayo trataba del fin del "Oriente germánico". Hillgruber argumentó que Europa podría desempeñar el lugar que le corresponde en el mundo si estuviera de alguna manera bajo la hegemonía alemana, y que la derrota de Alemania era también la derrota de Europa, ya que el resultado de la guerra era dejar a Europa occidental en la esfera de influencia estadounidense y a la oriental en la esfera de influencia soviética, dejando a los europeos y a los alemanes en particular sin la perspectiva de tener una "historia en el futuro" (es decir, incapaces de hacer su propia historia) 

### Las reacciones de otros historiadores y la defensa de Hillgruber
Con su descripción favorable de las actividades de la Wehrmacht, Hillgruber provocó la ira del filósofo marxista Jürgen Habermas, quien reprendió a Hillgruber en un artículo titulado “Una especie de acuerdo de daños y perjuicios” publicado el 11 de julio de 1986 en Die Zeit. Habermas atacó a Hillgruber por supuestamente elogiar a los "altos funcionarios probados" del partido nazi en el este en Zweierlei Untergang. De hecho, Hillgruber no había escrito tal frase. Lo que Hillgruber había escrito era una larga frase en la que comentaba que diferentes funcionarios del partido nazi en el este de Alemania evacuaron a la población alemán con distintos grados de éxito. Lo que Habermas había hecho fue editar selectivamente la frase de Hillgruber y eliminar los puntos suspensivos habituales que indican que se está omitiendo algo de la cita para producir la frase sobre los "altos funcionarios probados" del partido nazi. Hillgruber se enfureció por lo que consideró una cita inventada que se le atribuía, a la que calificó de "escándalo". Muchos, como el historiador británico Richard J. Evans (que por lo demás fue muy crítico con el trabajo histórico de Hillgruber), sintieron que se trataba de un método intelectualmente de mala reputación para atacar a Hillgruber. Además, Habermas afirmó que en una frase en la que Hillgruber escribió que Hitler creía que sólo a través del genocidio de los judíos Alemania "podría" convertirse en la mayor potencia del mundo, que el uso que hizo Hillgruber de la palabra "podría" podría haber indicado que compartía la perspectiva de Hitler. Habermas escribió: "Dado que Hillgruber no utiliza el verbo en subjuntivo, no se sabe si el historiador ha adoptado también esta vez la perspectiva de los detalles".
Fue el ataque de Habermas en Die Zeit en julio de 1986 lo que primero llamó la atención sobre Zweierlei Untergang, que hasta entonces había sido un libro oscuro publicado en la primavera de 1986 por la imprenta Siedler de Berlín. Habermas escribió en su ensayo publicado por primera vez en el periódico Die Zeit el 11 de julio de 1986 que el trabajo de Hillgruber al glorificar los últimos días del ejército alemán en el frente oriental tenía, junto con el trabajo de Michael Stürmer y Ernst Nolte, tenía la intención de servir como una "... especie de filosofía de la OTAN teñida de nacionalismo alemán". Habermas argumentó que las afirmaciones de Hillgruber de que los planes aliados para las fronteras de una Alemania de posguerra se debían a prejuicios antialemanes y a una "imagen cliché de Prusia" eran absurdas, y que "a Hillgruber no se le ocurre que la estructura de poder en el Reich podría haber tenido algo que ver, como habían supuesto los aliados, con la estructura social especialmente bien conservada en Prusia". Al escribir sobre las teorías intencionistas de Hillgruber sobre el Holocausto, Habermas afirmó que Hillgruber escribió de tal manera que implicaba que incluso los principales nazis se oponían a la Shoah y que Hitler los obligó sólo a regañadientes a participar en la "solución final". Además del filósofo Habermas, numerosos historiadores discreparon del ensayo de Hillgruber, entre ellos Hans Mommsen, Eberhard Jäckel, Heinrich August Winkler, Martin Broszat, Hans-Ulrich Wehler, Karl Dietrich Bracher y Wolfgang Mommsen.
Las críticas se centraron en varios ámbitos. Se plantearon los siguientes puntos contra Hillgruber:
- Aquellos historiadores que adoptan una línea funcionalista sobre los orígenes de la Shoah, como Richard J. Evans, sintieron que Hillgruber atribuyó demasiada responsabilidad por la Shoah a Hitler.[168] Evans continuó escribiendo que Hillgruber había minimizado tanto el nivel como la virulencia del antisemitismo en la Alemania anterior a 1914, escribiendo que Guillermo II y su corte eran el centro de un antisemitismo cruel que Hitler fácilmente podría haber aprobado.[159]
- Hillgruber ignoró en gran medida el hecho de que la razón por la que las tropas soviéticas estaban en Alemania en 1945 era que Alemania había atacado a la Unión Soviética en 1941.[169]
- Hillgruber ignoró en gran medida el hecho de que las mismas tropas que luchaban para salvar a los civiles alemanes de los soviéticos también estaban permitiendo que los nazis continuaran con el Holocausto.[170] El historiador israelí Omer Bartov comentó que era simplemente repugnante por parte de Hillgruber pedir a los historiadores que se "identificaran" con las tropas alemanas que luchaban para extender el Holocausto.[171] Además, se señaló que el llamado de Hillgruber a la "empatía" hacia las tropas alemanas que luchaban en el Frente Oriental devaluaba implícitamente las vidas de aquellos detenidos en los campos de exterminio alemanes u obligados a caminar en las marchas de la muerte. Los críticos de Hillgruber, como Bartov, señalaron que su llamado a los historiadores a tener "empatía" con los soldados alemanes otorgaba un mayor valor a las vidas de los civiles alemanes protegidos por la Wehrmacht que a los que murieron en el Holocausto.[172] En otro ensayo, Bartov comentó que Hillgruber parecía dar a entender que la decisión del gobierno británico de repudiar el Acuerdo de Múnich en 1942 fue la base de la decisión de expulsar a los alemanes después de la guerra.[173] Bartov comentó que a Hillgruber parecía no importarle que la agresión alemana contra los países de Europa Oriental, como la destrucción de Checoslovaquia en marzo de 1939, que a su vez negaba el Acuerdo de Munich, pudiera haber tenido algo que ver con la abrogación británica del Acuerdo de Munich, y que no existe un vínculo directo entre el repudio de Munich en 1942 y la expulsión de los alemanes de Checoslovaquia después de la guerra.[173]
- Que la expulsión de alemanes de Europa Oriental, que hoy podría incluirse bajo la rúbrica de "limpieza étnica", no puede equipararse con el exterminio racial de los judíos europeos.[174]
- Los sufrimientos de los alemanes se presentaron de forma detallada, con poca referencia a los sufrimientos de los judíos, polacos, rusos, checos, etc. La impresión que se da es que los alemanes fueron las principales víctimas de la guerra.[175]
- Que Hillgruber pidiera a sus lectores que simpatizaran con los oficiales y hombres de la Wehrmacht y la Kriegsmarine alemanas que lucharon para proteger y evacuar a la población alemana y al mismo tiempo luchar por la continuación del Holocausto es moralmente indefendible.[176]

El subtítulo del libro de Hillgruber generó controversia con el historiador suizo Micha Brumlik en un ensayo titulado "Nuevo mito del Estado", publicado por primera vez en el periódico Die Tagezeitung el 12 de julio de 1986, comentando que el uso de la palabra Zerschlagung (destrucción) para los alemanes. indicó que se cometió un acto de extrema violencia contra los alemanes mientras que a los judíos se les asignó sólo el término neutral Ende (fin) para describir el Holocausto. Brumlik argumentó que, en su opinión, Hillgruber, al usar la palabra "Ende" para etiquetar el Holocausto, implicaba que la Shoah fue simplemente algo terrible que les sucedió a los judíos de Europa, pero que no fue culpa de nadie. Brumlik acusó a Hillgruber de reducir la historia alemana al nivel de Landserheft (un tipo de cómic alemán que glorifica la guerra). Brumlik argumentó que la tesis de Hillgruber sobre el Holocausto como uno de muchos genocidios, en lugar de un evento único, era una forma de "represión psicológica". El historiador estadounidense Gordon A. Craig expresó la opinión de que la elección de Hillgruber de la palabra Ende para el Holocausto sugería que el Holocausto fue "algo que simplemente sucedió".
El historiador alemán de derecha Klaus Hildebrand defendió a Hillgruber en un ensayo publicado por primera vez en el periódico Frankfurter Allgemeine Zeitung el 31 de julio de 1986, atacando a Habermas por la línea de "superiores probados y verdaderos del NSDAP" creada por Habermas, que Hildebrand consideraba un método de ataque altamente deshonesto. Hildebrand argumentó que Hillgruber simplemente estaba tratando de mostrar la "tragedia" del Frente Oriental y no estaba participando en una equivalencia moral entre los lados alemán y soviético. Respondiendo a la defensa de Hillgruber por su colaborador cercano Hildebrand en su ensayo La era de los tiranos, Habermas argumentó en una carta al editor del Frankfurter Allgemeine Zeitung del 11 de agosto de 1986 que el enfoque de Hillgruber de "identificarse" con los soldados alemanes que luchaban en el frente oriental "...sería quizás un punto de vista legítimo para las memorias de un veterano, pero no para un historiador que escribe desde una distancia de cuatro décadas". Habermas advirtió del "efecto apologético" del subtítulo del libro de Hillgruber, afirmando que:
Un lector alemán tendría que traer consigo una buena porción de insensibilidad lingüística para no dejarse influenciar por la yuxtaposición de una agresiva "destrucción del Reich alemán" por parte de sus enemigos externos y un seguimiento casi automático del "fin de los judíos europeos". Esta primera impresión se justifica sobre todo por la recopilación de dos partes tan diferentes en su estilo de presentación y en su declarado partidismo.
Joachim Fest defendió a Hillgruber en un ensayo titulado Recuerdo gravado, publicado por primera vez en el Frankfurter Allgemeine Zeitung el 16 de agosto de 1986, argumentando que el propio Habermas era culpable de utilizar un lenguaje eufemístico como etiquetar la deskulakización como "la expulsión de los kulaks". El filósofo Helmut Fleischer, en un ensayo publicado por primera vez en el periódico Nürnberger Zeitung el 20 de septiembre de 1986, afirmó que no había nada moralmente objetable en el argumento de Hillgruber sobre la moralidad de los historiadores que se ponen del lado de las tropas alemanas en el frente oriental. El historiador alemán de izquierda Hans Mommsen, en un ensayo publicado por primera vez para la revista Blatter fur deutsche und internationale Politik en octubre de 1986, escribió sobre Hillgruber que:
Su asociación historiográfica entre el reasentamiento y el Holocausto apoya indirectamente el plan, tan agresivamente planteado por Stürmer, de relativizar los crímenes del Tercer Reich. Permite malentendidos revisionistas por su exigencia de "una reconstrucción del destruido centro europeo.
Martin Broszat, en un ensayo publicado por primera vez en Die Zeit el 3 de octubre de 1986, escribió que Hillgruber había estado muy cerca de ser un apologista nazi y que su libro Zweierlei Untergang simplemente no era muy bueno.
El editor alemán Rudolf Augstein, en un ensayo titulado La nueva mentira de Auschwitz, publicado por primera vez en la revista Der Spiegel el 6 de octubre de 1986, llamó a Hillgruber "un nazi constitucional". Augstein pidió que Hillgruber fuera despedido de su puesto en la Universidad de Colonia por ser un "nazi consticional" y argumentó que no había diferencia moral entre Hillgruber y Hans Globke. El clasicista Christian Meier, entonces presidente de la Asociación Histórica Alemana, en un discurso pronunciado el 8 de octubre de 1986 calificó de "absurdas" las acusaciones de que Hillgruber era un apologista nazi, pero sostuvo que era culpable de "dudosas metodológicas" en Zweierlei Untergang.
El historiador alemán Imanuel Geiss escribió en defensa de Hillgruber que el hecho de que Augstein lo llamara "nazi constitucional" era muy exagerado, y que, junto con Habermas, Augstein era culpable de difamar a Hillgruber, que las opiniones de Hillgruber merecían consideración, y que no era un apologista nazi. El historiador alemán Hagen Schulze escribió en defensa de Hillgruber:
Para la disciplina de la historia, la singularidad y la comparabilidad de los acontecimientos históricos no son, por tanto, alternativas mutuamente excluyentes. Son conceptos complementarios. La afirmación de que historiadores como Ernst Nolte o Andreas Hillgruber niegan la singularidad de Auschwitz porque buscan comparaciones se debe a presuposiciones incorrectas. Por supuesto, Nolte y Hillgruber pueden ser refutados si sus comparaciones se basan en suposiciones empírica o lógicamente falsas. Pero Habermas nunca proporcionó tal prueba.
Hillgruber defendió su llamado a la identificación con las tropas alemanas que luchan en el frente oriental en una entrevista con el periódico Rheinischer Merkur el 31 de octubre de 1986, argumentando que sólo intentaba "...experimentar las cosas desde la perspectiva del cuerpo principal de la población". En la misma entrevista de 1986, Hillgruber dijo que era necesario escribir una versión más nacionalista de la historia alemana porque el gobierno de Alemania Oriental se estaba embarcando en una historia más nacionalista, y si los historiadores de Alemania Occidental no seguían el ritmo de sus homólogos de Alemania Oriental en términos del nacionalismo alemán, era inevitable que los alemanes llegaran a ver el régimen de Alemania Oriental como el Estado alemán legítimo. Hillgruber estaba muy furioso con la línea "nazi constitucional" de Augstein y afirmó que estaba considerando demandar a Augstein por difamación. En respuesta a la pregunta del entrevistador sobre si pensaba que el Holocausto fue único, Hillgruber afirmó:
... que el asesinato en masa de los kulaks a principios de la década de 1930, el asesinato en masa de los cuadros dirigentes del Ejército Rojo en 1937-1938 y el asesinato en masa de los oficiales polacos que en septiembre de 1939 cayeron en manos soviéticas no son cualitativamente diferentes en su evaluación, del asesinato en masa en el Tercer Reich.
En respuesta a la pregunta del entrevistador sobre si era un "revisionista" (con lo que el entrevistador claramente quiso decir negacionista), Hillgruber afirmó que:
La revisión de los resultados académicos es, como dije, en sí misma la cosa más natural del mundo. La disciplina de la historia vive, como toda disciplina, de la revisión a través de la investigación de conceptualizaciones previas.... Aquí me gustaría decir que, en principio, desde mediados de la década de 1960 se han llevado a cabo revisiones sustanciales de diversos tipos que han vuelto absurda la "imagen" cliché que obviamente posee Habermas como no historiador.
Respondiendo a la pregunta del entrevistador sobre si quería ver un resurgimiento del concepto original de Sonderweg, es decir, de la idea de Alemania como una gran potencia centroeuropea igualmente opuesta tanto a Occidente como a Oriente, Hillgruber negó que la historia alemana desde 1945 hubiera sido "dorada" y afirmó que su concepción de la identidad centroeuropea que quería revivir era cultural, no política. Hillgruber calificó la idea de Alemania como una gran potencia que se enfrentaría y se opondría por igual a los Estados Unidos y la Unión Soviética como:
... históricamente desesperada por la forma en que terminó la Segunda Guerra Mundial. Querer desarrollar tal proyección ahora significaría unir a las potencias del Este y del Oeste contra los alemanes. No puedo imaginar que alguien se esfuerce seriamente por lograrlo. Siempre que periodistas o historiadores viajan a Polonia, Checoslovaquia o Hungría, se despiertan recuerdos de una buena cooperación entre alemanes y pueblos eslavos en el centro de Europa antes de la Primera Guerra Mundial y, en parte, también entre guerras. En esa atmósfera parece imperativo expresar cuán estrechamente uno se siente conectado con los representantes de estas naciones. Esto es comprensible, pero no todo puede fundirse en una noción de "Europa Central" que podría interpretarse erróneamente como una recuperación del antiguo concepto que, como ya he dicho, ya no es realizable. En una palabra, creo que el esfuerzo por aferrarse a las conexiones rotas en 1945, debido al resultado de la guerra, y luego a su vez debido a la Guerra Fría, es una tarea política sensata, especialmente para los alemanes occidentales.
En otro ensayo publicado por primera vez en el periódico Die Zeit el 7 de noviembre de 1986, Habermas escribió que: "Este anhelo de recuerdos no enmarcados desde la perspectiva de los veteranos puede ahora satisfacerse leyendo la presentación que hace Andreas Hillgruber de los acontecimientos en el frente oriental en 1944. -45. El 'problema de la identificación', algo inusual para un historiador, se le plantea al autor sólo porque quiere incorporar la perspectiva de las tropas combatientes y de la población civil afectada". En un artículo titulado No es una observación concluyente, publicado por primera vez en el Frankfurter Allgemeine Zeitung el 20 de noviembre de 1986, Meier escribió lo siguiente:
Lo que llevó a Hillgruber a "identificarse" con los defensores del frente en Prusia Oriental probablemente tendrá que seguir siendo un misterio... Pero sea como sea, y cualesquiera que sean las otras debilidades que contenga su libro, no se le puede acusar de trivializar el nacionalsocialismo. En este sentido, las preocupaciones de Habermas ciertamente carecen de fundamento.
El politólogo Kurt Sontheimer, en un ensayo titulado Los maquilladores están creando una nueva identidad, publicado por primera vez en el periódico Rheinischer Merkur el 21 de noviembre de 1986, acusó a Hillgruber de ser culpable de "revisionismo" (con lo que Sontheimer claramente se refería all negacionismo) en sus escritos sobre la historia alemana. En otro ensayo titulado El que quiere escapar del abismo, publicado por primera vez en el periódico Die Welt el 22 de noviembre de 1986, Hildebrand acusó a Habermas de participar en ataques "escandalosos" contra Hillgruber. Hildebrand afirmó que "la crítica de Habermas se basa en gran parte en citas que falsifican inequívocamente el asunto". En respuesta al comentario de Meier sobre por qué decidió "identificarse" con las tropas alemanas en una carta al editor del Frankfurter Allgemeine Zeitung del 29 de noviembre de 1986, Hillgruber escribió:
¿Es realmente tan difícil para un historiador alemán (incluso si es, como Meier, un especialista en historia antigua) darse cuenta de por qué el autor de un ensayo sobre el colapso del Este en 1944-45 se identifica con los esfuerzos de la población alemana? ? Me identifiqué con los esfuerzos alemanes no sólo en Prusia Oriental, sino también en Silesia, Brandeburgo Oriental y Pomerania (la patria de Meier) para protegerse de lo que los amenazaba y salvar a tanta gente como fuera posible.
El historiador alemán Wolfgang Mommsen, en un ensayo titulado Ni la negación ni el olvido nos liberarán, publicado por primera vez en el periódico Frankfurter Rundschau el 1 de diciembre de 1986, escribió sobre las demandas de Hillgruber de que los historiadores se identificaran con la defensa alemana "justificada" del Frente Oriental que:
"Andreas Hillgruber intentó recientemente dar una justificación histórica relativa a la campaña de la Wehrmacht en el Este y a la resistencia desesperada del ejército en el Este después del verano de 1944. Sostuvo que el objetivo era evitar que la población civil alemana cayera en manos del Ejército Rojo. Sin embargo, la razón principal, argumentó, era que la defensa de las ciudades alemanas en el Este había llegado a ser equivalente a defender la civilización occidental. A la luz de los objetivos de guerra aliados, que, independientemente de los planes finales de Stalin, preveían dividir a Prusia y destruir la posición defensiva de un Estado centroeuropeo fuerte, liderado por Prusia, que pudiera servir como baluarte contra el bolchevismo, la continuación de la guerra en Oriente estaba justificado desde el punto de vista de los involucrados. Según el argumento de Hillgruber, también estaba justificada incluso desde el punto de vista actual, a pesar de que prolongar la guerra en el Este significaba que se permitiría que la gigantesca maquinaria asesina del Holocausto siguiera funcionando. Todo esto, argumentaba el ensayo, estaba justificado mientras los frentes resistieran. El ensayo de Hillgruber es extremadamente problemático cuando se lo ve desde la perspectiva de una comunidad democráticamente constituida que se orienta hacia los estándares morales y políticos occidentales. No se puede eludir la amarga verdad de que la derrota de la Alemania nacionalsocialista no sólo fue en interés de los pueblos que fueron arrasados por la guerra de Hitler y de los pueblos que fueron seleccionados por sus secuaces para la aniquilación, la opresión o la explotación, sino también en interés de los alemanes. En consecuencia, partes del gigantesco escenario de la Segunda Guerra Mundial fueron, al menos en lo que a nosotros respecta, totalmente absurdas e incluso autodestructivas. No podemos escapar de esta amarga verdad asignando una responsabilidad parcial a otros participantes de la guerra." 
En un ensayo publicado en la edición del 1 de diciembre de 1986 de New Republic, titulado Equivalencia inmoral, el historiador estadounidense Charles S. Maier criticó a Hillgruber por participar en un "Historismo vulgar" en Zweierlei Untergang. Maier escribió que se supone que el historiador debe examinar todos los lados de los acontecimientos históricos y no servir como defensor de uno: 
"Hillgruber continúa afirmando, además, que Stalin, Roosevelt y, sobre todo, Churchill habían albergado durante mucho tiempo planes para desmembrar a Alemania. No parece relevante para el modo de pensar de Hillgruber que la agresión alemana pudiera haber llevado a los aliados a contemplar la partición; en cualquier caso, la idea fue rechazada en teoría y la partición se produjo sólo como resultado de circunstancias cuando terminó la guerra. La contribución histórica de Hillgruber a "ganar el futuro" equivale, pues, al viejo lamento pruso-alemán, desempolvado y renovado, de que los maquiavélicos británicos siempre estaban conspirando para cercar el Reich. Como era de esperar, el ensayo termina lamentando que después de 1945 Prusia y Alemania ya no pudieran cumplir su papel mediador entre Oriente y Occidente. Pero, ¿qué tipo de "papel mediador" había llevado a todos esos soldados alemanes a Stalingrado?" 
Maier señaló que, en marcado contraste con la forma en que Hillgruber destacó el sufrimiento de los civiles alemanes en el Frente Oriental en un lenguaje dramático y cargado de emociones en el primer ensayo, que:
... el segundo y (breve) capítulo de Hillgruber sobre el exterminio de los judíos pueda parecer pálido después del ejercicio emocional de "identificación" que lo precede. Ninguna representación de vagones de carga sellados, hambrunas deliberadas, degradación y el arreo final hacia las cámaras de gas es paralela a la vívida evocación que hace Hillgruber del colapso de Prusia Oriental. No es que Hillgruber minimice los crímenes de las SS (aunque ignore las masacres de prisioneros del Ejército Rojo por parte de su heroica Wehrmacht).
Maier llamó a Zweierlei Untergang no un "libro malvado", sino uno que estaba "... mal equilibrado; y su desequilibrio particular abre el camino a la apología". Finalmente, Maier rechazó la afirmación de Hillgruber de equivalencia moral entre las acciones de los comunistas soviéticos y los nazis alemanes basándose en que mientras los primeros eran extremadamente brutales, los segundos buscaban el exterminio total de un pueblo, concretamente los judíos. El historiador alemán Horst Möller defendió a Hillgruber en un ensayo publicado por primera vez a finales de 1986 en la revista Beiträge zur Konfliktforschung argumentando que:
Hillgruber llega a la conclusión, basándose en los expedientes británicos que han salido mientras tanto a luz, de que la destrucción del Reich alemán fue planeada antes de que se conociera el asesinato en masa de los judíos, y que el asesinato en masa no explica el final del Reich... Es difícilmente discutible que el intento de mantener el Frente Oriental el mayor tiempo posible contra el Ejército Rojo significó protección para la población civil alemana en las provincias orientales contra asesinatos, violaciones, saqueos y expulsiones por parte de las tropas soviéticas. No fue simplemente la propaganda nazi contra estas "hordas asiáticas" lo que provocó este clima de miedo. Fueron los ejemplos concretos de Nemmersdorf en octubre de 1944, mencionados por Hillgruber, los que pusieron de manifiesto el horror de la futura ocupación.
El jurista Joachim Perels, en un ensayo publicado por primera vez en el periódico Frankfurter Rundschau el 27 de diciembre de 1986, consideró escandaloso que Hillgruber elogiara a los oficiales alemanes que permanecieron leales a Hitler durante el Golpe de estado del 20 de julio por haber tomado la decisión moral correcta, y consideró que Hillgruber había calumniado a los alemanes que optaron por resistir al régimen nazi como traidores que decepcionaron a su país en su momento de necesidad.
En un ensayo destinado a responder a la crítica de Habermas titulado Jürgen Habermas, Karl-Heinz Janßen y la Ilustración en el año 1986, publicado por primera vez en la revista de derecha Geschichte in Wissenschaft und Unterricht (Historia en la academia y la instrucción) en diciembre de 1986 Hillgruber acusó a Habermas de utilizar métodos de ataque "escandalosos". En respuesta a la crítica de Habermas al subtítulo de su libro, Hillgruber argumentó que el título de su ensayo sobre el Holocausto, Der geschichtliche Ort der Judenvernichtung (El lugar histórico de la aniquilación de los judíos) y la primera frase de su libro, en el que hablaba del "asesinato de judíos en el territorio controlado por la Alemania nacionalsocialista", refutó el argumento de Habermas. En particular, Hillgruber estaba muy furioso por la frase sobre "los altos y verdaderos altos mandos del NSDAP" que Habermas había creado mediante la edición selectiva del libro de Hillgruber. Hillgruber afirmó que Habermas estaba librando una "campaña de difamación contra Michael Stürmer, Ernst Nolte, Klaus Hildebrand y yo al estilo de los muy familiares panfletos de la APO de finales de los años 1960" [Hillgruber estaba intentando asociar a Habermas con la APO aquí]. Hillgruber describió a Habermas como una especie de sicario literario de izquierda que había pedido "desmantelar" Zweierlei Untergang a Karl-Heinz Janßen, editor de la sección de cultura del periódico Die Zeit.
En reacción a la crítica de Habermas de que en el ensayo sobre el Holocausto en Zweierlei Untergang su uso de la palabra "podría" en una frase en la que Hillgruber escribió que Hitler creía que sólo a través del genocidio de los judíos podría Alemania convertirse en una gran potencia, lo que, según Habermas, podría haber indicado que Hillgruber compartía el punto de vista de Hitler y se sintió muy ofendido por la afirmación de Habermas. Hillgruber afirmó que lo que escribió en su ensayo sobre el Holocausto fue que el liderazgo alemán en 1939 estaba dividido en tres facciones. Uno, centrado en el Partido Nazi y las SS, vio la guerra como una oportunidad para llevar a cabo la "reorganización racial" de Europa mediante expulsiones masivas y la colonización alemana, cuyas raíces Hillgruber atribuyó a los objetivos bélicos de la Alldeutscher Verband en el Primera Guerra Mundial. Otra facción estaba compuesta por las élites tradicionales alemanas en el ejército, el servicio diplomático y la burocracia, que vieron la guerra como una oportunidad para destruir el acuerdo establecido por el Tratado de Versalles y establecer el dominio mundial que Alemania había buscado en la Primera Guerra Mundial. Y, por último, estaba el programa "racial" de Hitler, que buscaba el genocidio de los judíos como única forma de garantizar que Alemania fuera una potencia mundial. Hillgruber insistió en que sólo estaba describiendo las creencias de Hitler y no las compartía. Hillgruber argumentó que sólo leyendo su segundo ensayo sobre el Holocausto en Zweierlei Untergang se podría entender el primer ensayo sobre el "colapso" en el Frente Oriental. Comparó los sentimientos de los alemanes acerca de los territorios orientales perdidos con los sentimientos de los franceses acerca de sus colonias perdidas en Indochina   y afirmó que, al escribir sobre el fin del "Oriente alemán" en 1945, para comprender el "sentido de tragedia" que rodeaba el asunto había que ponerse del lado de los civiles alemanes que estaban amenazados por el Ejército Rojo, y el soldados alemanes luchando para protegerlos. Hillgruber continuó escribiendo que Habermas buscaba censurarlo criticándolo por ponerse del lado alemán cuando hablaba de los últimos días del Frente Oriental. En respuesta a la acusación de Habermas de que era un "neoconservador", Hillgruber escribió:
¿Cómo llega a categorizar mi trabajo como de las llamadas tendencias neoconservadoras? Durante décadas nunca he ocultado mi posición conservadora básica. Profundamente desconfiado de todas las utopías "izquierdistas" y otras utopías que mejoran el mundo, aceptaré gustosamente que me apliquen la etiqueta de "conservador", entendida por ello como una difamación. Pero ¿cuál es el significado del prefijo "neo"? Nadie "desafía" esta nueva etiqueta de "batalla", tan frecuente hoy en día, para volver esta jerga de la APO en contra del inventor de la etiqueta.
Hillgruber argumentó que había una contradicción en la afirmación de Habermas de que estaba buscando revivir el concepto original de Sonderweg, es decir, la ideología de Alemania como una gran potencia centroeuropea que no era ni de Occidente ni de Oriente, lo que significaría cerrar Alemania hacia la cultura occidental y al mismo tiempo le acusaba de intentar crear una "filosofía de la OTAN". Hillgruber aprovechó la oportunidad para reafirmar una vez más su creencia de que no había diferencia moral entre las acciones de los nazis alemanes y los comunistas soviéticos, y cuestionó si el Holocausto fue un evento "singular". Acusó finalmente a Habermas de estar detrás de la "agitación y terror psíquico" que sufrieron los profesores no marxistas a finales de los años 1960, y le advirtió que si intentaba recuperar "...esa atmósfera insoportable que reinaba en aquellos años en universidades de Alemania Occidental, entonces se está engañando a sí mismo".
El historiador alemán de izquierda Imanuel Geiss escribió en un ensayo publicado por primera vez en la revista Evangelische Kommentare en febrero de 1987 que ambos ensayos de Zweierlei Untergang eran "respetables", pero que eran "irritantes" y desacertados por parte de Hillgruber. publicarlos juntos, con la equivalencia moral implícita entre la expulsión de los alemanes de Europa Oriental y el genocidio de los judíos. Geiss acusó a Habermas de realizar una "insinuación maliciosa" en sus ataques a Hillgruber, y escribió que la exigencia de Hillgruber de que los historiadores tuvieran que ponerse del lado de las tropas alemanas que luchaban en el frente oriental era problemática, pero "...no justificaba la severidad despiadada, casi en el tono de un profeta del Antiguo Testamento, con la que Habermas persigue a este historiador disidente".En respuesta a Hillgruber en su "Nota" del 23 de febrero de 1987, Habermas argumentó que el enfoque de Hillgruber hacia la historia "justifica" el uso de la línea "altos altos probados y verdaderos del partido nazi" como método de ataque. Habermas continuó argumentando que: "Y en cualquier caso, esta ridícula disputa sobre palabras y virtudes secundarias no hace más que confirmar la falta de objetividad de Hillgruber en todo este ámbito. Se trata de elogiar al departamento de bomberos que provocó el incendio". Habermas terminó su artículo con la observación de que Hillgruber era un historiador extremadamente de mala calidad, afirmando que la acusación de Hillgruber de que era un destacado radical de los años 60 que estaba detrás de "... la agitación desatada por los izquierdistas extremos en las universidades de Alemania Occidental y sobre el terror psíquico dirigido a colegas individuales no marxistas" simplemente no estaba respaldado por los hechos, y le dijo a Hillgruber que leyera uno de sus propios libros sobre sus acciones a fines de la década de 1960 antes de hacer tales afirmaciones.
En respuesta a Habermas, Hillgruber en Observaciones finales del 12 de mayo de 1987, escribió sobre "... la forma peculiar en que este filósofo [Habermas] trata los textos", y acusó a Habermas de participar en "... evasión, desviación, sofismo" por sutileza y -una vez más- tergiversando mis declaraciones". Continuó afirmando que, en su opinión:
Habermas, y esto es evidente en un gran número de reseñas de sus obras realizadas por autores de diversas filiaciones políticas, tiende a descender sobre estos textos, incluso si son textos filosóficos (incluso los clásicos como las obras de Kant y Hegel no están exceptuados). de una manera que no es diferente de lo que hizo con mi ensayo histórico. Lo hace con distorsiones más o menos grotescas de las citas, extractos que tuercen el significado y citas trasplantadas fuera de su contexto para proporcionar el tipo de confusión que hace que el lector quede cegado y deslumbrado. Finalizó comentando que era imposible debatir sobre Habermas debido a su naturaleza resbaladiza y deshonesta, y ahora ponía fin a su participación en Historikerstreit para centrarse en su investigación histórica.
En un ensayo de 1987 titulado Los historiadores alemanes y la trivialización de la criminalidad nazi, el historiador israelí nacido en Austria Walter Grab criticó a Hillgruber por lo que vio como su simpatía por los junkers y la clase oficial alemana, a quienes Grab señaló que eran cómplices voluntarios en la Machtergreifung (Toma del poder) y el sueño del Lebensraum para Alemania en Europa Oriental. Además, Grab atacó a Hillgruber por sostener que los conceptos soviéticos de la guerra eran fundamentalmente bárbaros y recordaban la propaganda nazi contra los Untermenschen (subhumanos) eslavos. Sostuvo además que el período desde el otoño de 1944 hasta el final de la guerra en mayo de 1945 fue el período más sangriento de la guerra, y que los comentarios de Hillgruber sobre la "justificada" defensa alemana en el Este como prevención de una mayor "catástrofe" para Alemania simplemente ignoró la carnicería causada por la prolongación de una guerra perdida. Finalmente, Grab fue muy crítico con el punto de vista de Hillgruber de que la política exterior alemana hasta 1939 era básicamente legítima al intentar destruir el Tratado de Versalles, y que el principal pecado de Hitler fue buscar un Lebensraum sobre las ruinas de la Unión Soviética. Grab argumentó que había una contradicción entre la afirmación de Hillgruber de que la destrucción de Alemania supuestamente había sido durante mucho tiempo un objetivo de las grandes potencias (especialmente Gran Bretaña) antes de la Segunda Guerra Mundial, y que el otro punto de Hillgruber de que Hitler había ido demasiado lejos provocó una guerra que provocó la destrucción de Alemania.
Este estudio está dirigido -entre otras cosas- contra el efecto apologético de la tendencia de interpretaciones que una vez más culpan sólo a Hitler por el "Holocausto", exonerando así a las antiguas elites del poder y al ejército, la burocracia ejecutiva y el poder judicial... y la mayoría silenciosa que lo sabía.
En su libro de 1988 ¿Entsorgung der deutschen Vergangenheit? : ein polemischer Essay zum "Historikerstreit" (¿Exoneración del pasado alemán?: Un ensayo polémico sobre el 'Historikerstreit'), el viejo enemigo de Hillgruber, Hans-Ulrich Wehler, escribió sobre las teorías intencionistas de Hillgruber sobre el Holocausto que:
"Este ensayo está dirigido -entre otras cuestiones- contra el efecto apologético de la tendencia de interpretaciones que una vez más culpan sólo a Hitler por el "Holocausto", exonerando así a las antiguas elites del poder y al ejército, la burocracia ejecutiva y el poder judicial... y la mayoría silenciosa que lo sabía." 
En otro ensayo, Wehler escribió: Una conexión aún más estrecha entre los intereses académicos y políticos es evidente en Zweierlei Untergang de Andreas Hillgruber, donde la difícil situación del ejército alemán en el frente oriental y la población civil de Alemania oriental se trata sin ninguna consideración compensatoria por el destino de los judíos y eslavos "infrahumanos", los miembros de la oposición alemana y los grupos encarcelados, o incluso para los europeos sujetos a la ocupación alemana, y el propio pueblo alemán, todos atrapados en una "guerra total" prolongada sin sentido. Una posición así conlleva inevitablemente implicaciones políticas inmensamente opresivas. Sus lamentos por la destrucción del "centro europeo", la posición intermediaria de Alemania entre Oriente y Occidente y su pérdida de su estatus de gran potencia están plagados de innumerables juicios de valor político. Su posición rectora (posteriormente admitida abiertamente), según la cual la pérdida de las provincias orientales y la expulsión de la población alemana hacia el oeste representaron "probablemente la consecuencia más grave de la guerra", es en sí misma un tema de discusión política. Semejantes implicaciones políticas sólo pueden llevarnos por el camino equivocado, por no hablar de un callejón sin salida científico. Con toda probabilidad, fue la aversión de Hillgruber a la reflexión metodológica y teórica la que fue en gran medida responsable de este giro equivocado. Sea como fuere, el efecto político de Zweierlei Untergang ha sido francamente fatal. Ha conducido al retorno de un nacionalismo irreflexivo, en el que la identificación comprensiva con el ejército alemán en el frente oriental y con la población civil alemana se ha convertido en dogma. Semejante visión del mundo ha llevado a un historiador, por lo demás muy conocedor, a expulsar y excluir a las víctimas del nacionalsocialismo de su narrativa, una omisión que alguna vez habría sido inimaginable pero que ahora vemos en blanco y negro. Las consecuencias de un intento ingenuo de identificarse con los temas de la escritura histórica difícilmente podrían demostrarse de manera más drástica.
El historiador estadounidense Anson Rachinbach escribió contra Hillgruber que:
Hillgruber nunca relaciona explícitamente los dos ensayos, el colapso del ejército alemán en el frente oriental con la "Solución final" en el este. Sin embargo, el efecto de su yuxtaposición es sorprendentemente claro: el primer ensayo lamenta los últimos días del ejército alemán y las consecuencias de la conquista rusa de Alemania como una "catástrofe nacional" alemana; el segundo es un relato seco y ascético de los crímenes nazis contra los judíos a la luz de trabajos históricos recientes sobre el antisemitismo. En conjunto, es difícil escapar a la conclusión que aparece en la cubierta del libro: "que la amputación del Reich en favor de una Polonia más grande era un objetivo de guerra de los aliados mucho antes de Auschwitz". La destrucción del ejército alemán, el terror desatado por el ejército soviético y la complicidad de los aliados en el desmembramiento de la parte oriental de Alemania son consecuencias trágicas del antiprusianismo ciego de los aliados, independientemente de los crímenes de Hitler... Hillgruber sostiene que la división de Alemania y su pérdida de estatus político global como "potencia mundial fallida" (gescheiterte Grossmacht) fue una consecuencia de los objetivos bélicos antiprusianos (no expresamente anti-Hitler) de los aliados. En la Segunda Guerra Mundial, el "núcleo" legítimo del deseo de revisión (de las fronteras orientales de Alemania y su papel de Untertan en los asuntos mundiales) en la República de Weimar fue pervertido por el "Reich de Hitler". La catástrofe alemana es el fin de una "gran potencia políticamente soberana del Reich alemán" y la "retirada inconsciente de la mayoría de los alemanes de su nación en los años de la posguerra". En resumen, la "cuestión alemana" debe ser separada de su subversión por parte de Hitler. La defensa de la nación está divorciada de las políticas catastróficas del líder.
El historiador estadounidense Charles S. Maier continuó su crítica a Hillgruber en su libro de 1988 The Unmasterable Past. Maier escribió que Hillgruber en Zweierlei Untergang había hecho que algunas de las ideas de la extrema derecha alemana fueran "... presentables con notas a pie de página". Maier escribió que el punto de vista de Hillgruber acerca de que los campos de exterminio dejaron de funcionar en el invierno de 1944-45 era irrelevante, ya que ignoraba los campos de concentración y las marchas de la muerte. Maier escribió:
La "vida" en los campos de concentración dentro de la gran Alemania se volvió más cruel a medida que cesaron las deportaciones: Ana Frank, como tantos otros, murió dentro de Alemania sólo un par de meses antes de haber podido ser liberada. Además, las marchas forzadas de los judíos supervivientes desde los campos cerrados en el Este hasta los que todavía funcionaban en el Oeste se cobraron la vida de decenas de miles, al igual que las deportaciones entre lo que quedaba de la población judía de Hungría en el último invierno de la guerra. Los tribunales alemanes condenaron a muerte a 5.764 compatriotas por crímenes de oposición durante 1944 y al menos a 800 entre enero y mayo de 1945. Atadas a la guillotina o colgando de lentas sogas, las víctimas probablemente se identificaron menos con la Reichswehr que el historiador.
Maier continuó escribiendo que el historiador tiene que comprender a las personas sobre las que escribe, y que comprender no significa necesariamente "identificación" como afirmó Hillgruber, y que el historiador tiene que comprender una pluralidad de puntos de vista, no sólo uno como tal, como Hillgruber reclamaba. Maier escribió sobre la forma fría y distante en que Hillgruber describió el Holocausto en comparación con su enojo por la expulsión de los alemanes, y argumentó que la elección por parte de Hillgruber de la palabra Judentum (judaísmo) en lugar de Juden (judíos) indicaba una cierta distanciamiento de su parte respecto al Holocausto. Maier argumentó que no había una "agenda antisemita" en Zweierlei Untergang, que el libro de Hillgruber reflejaba su política conservadora y tenía como objetivo crear una identidad nacional alemana positiva restaurando lo que Hillgruber consideraba el honor del ejército alemán en el frente oriental. Maier concluyó que, a través de Hillgruber, creía que Hitler tenía puntos de vista "maníacos", que su Alemania era la "tierra en el medio" amenazada. El enfoque geopolítico de Primat der Aussenpolitik hacia la historia significaba que la última resistencia de la Wehrmacht en el frente oriental todavía era "sub specie necessitatis"" (bajo la mira de la necesidad). El historiador estadounidense Jerry Muller escribió en la edición de mayo de 1989 de Commentary que el mejor "antídoto" a la versión de las relaciones anglo-alemanas presentada en Zweierlei Untergang y la "pseudohistoria" de Ernst Nolte eran los propios escritos de Hillgruber antes de 1986  Escribió que el propio Hillgruber había señalado en Zweierlei Untergang que cada día que la Wehrmacht resistía significaba que el Holocausto continuaba un día más, pero luego criticó a Hillgruber por haber eludido esta cuestión afirmando que había que comprender e "identificarse" con las preocupaciones. y temores de los civiles alemanes amenazados por el Ejército Rojo. Muller se quejó de la "arbitrariedad" de la exigencia de Hillgruber de que los historiadores deberían "identificarse" con el pueblo de Prusia Oriental en lugar de con los judíos que sufren y mueren en los campos de exterminio. Pero defendió a Hillgruber de Habermas, escribiendo:
"Pero Habermas fue más allá, mucho más lejos. Citando la afirmación de Hillgruber de que Hitler buscaba el exterminio físico de todos los judíos "porque sólo a través de esa "revolución racial" podría asegurarse el "estatus de potencia mundial" por el que luchaba", Habermas afirmó que la palabra "podría" en esta frase no dejaba claro si Hillgruber compartía o no la perspectiva de Hitler. Se trataba de una insinuación que se repetiría dos años más tarde, cuando Philipp Jenninger sería igualmente acusado de mantener opiniones que sólo describía" (Philipp Jenninger fue un político alemán obligado a dimitir como presidente del Bundstag en noviembre de 1988 después de pronunciar un discurso que a través de la intención de condenar los crímenes nazis dio erróneamente la impresión de que compartía la perspectiva nazi)." 
Muller argumentó además que era injusto que Habermas agrupara a Hillgruber y Nolte, acusando a Habermas de cometer un ataque de culpabilidad por asociación.
El historiador israelí Dan Diner escribió: 
"Andreas Hillgruber buscó -y es por eso que su enfoque es problemático- realizar una perspectiva nacionalista capaz de suscitar una identificación comprensiva. Semejante perspectiva pretende ser contraria al régimen nazi; sin embargo, todavía busca preservar la identificación nacional (y por lo tanto la continuidad nacional) a pesar del nacionalsocialismo. Así, Hillgruber considera justificada la defensa del Reich alemán y su integridad territorial en el Este durante la fase final de la guerra. Además, Hillgruber evalúa la amarga batalla defensiva contra el ejército soviético en el frente oriental como un trágico dilema histórico, incluso aunque reconoce su conexión con la maquinaria de muerte en Auschwitz. De esta manera afirma el nacionalismo dispuesto de su propia perspectiva subjetiva sobre la época. La elección de tal perspectiva contiene, explícitamente o no, un claro juicio historiográfico: por el bien de la nación, el historiador toma partido en un "dilema": contra las víctimas del nacionalsocialismo. Al partir de las experiencias y sentimientos subjetivos de la mayor parte de la población alemana para llegar a su paradigma de identificación nacional, Hillgruber necesariamente ignora la centralidad del fenómeno "Auschwitz" en su evaluación del nacionalsocialismo. Paradójicamente, el conservador Hillgruber justifica su enfoque con lo que normalmente se considera una preocupación de izquierda: la historia de la vida cotidiana, o lo que podría llamarse un primer plano del nacionalsocialismo con orientación local. Esto puede parecer sorprendente; pero cuando se aplica al nazismo, una perspectiva cercana orientada hacia las experiencias cotidianas trae consigo un efecto despolitizador, desustanciador y estructuralmente desubjetivizador." 
En 1989, el historiador estadounidense Dennis Bark y el historiador danés David Gress escribieron en defensa de Hillgruber:
"Hillgruber planteó tres puntos simples, pero históricamente muy importantes. Una era que la aniquilación de los judíos europeos por los nazis y la destrucción del Estado alemán fueron simultáneas, pero no relacionadas casualmente: los enemigos de Alemania en tiempos de guerra decidieron mutilar y dividir a Alemania mucho antes de enterarse del Holocausto, de modo que el destino de Alemania estaba en juego. No pretende ser una retribución por el Holocausto, sino un castigo general para Alemania. El segundo punto fue que estos dos acontecimientos -el genocidio de los judíos europeos y la destrucción del poder político alemán-, aunque no tuvieran relación causal, fueron una tragedia para Europa. Las culturas judía y alemana de clase media fueron factores civilizadores en el área de Europa Central, desde los países bálticos en el norte hasta Rumania en el sur, argumentó Hillgruber, y su destrucción abrió el camino a la dominación de esa área por parte de la Unión Soviética y otros regímenes comunistas. La desaparición de Alemania como factor cultural y político y el Holocausto debilitaron la civilización europea en su conjunto al destruir su componente centroeuropeo más importante. El tercer punto de Hillgruber fue que la derrota alemana en el Este (los acontecimientos militares de 1944-45 y sus consecuencias inmediatas) era un tema digno de estudio por derecho propio, y que podía estudiarse mejor desde la perspectiva de aquellos inmediatamente involucrados; es decir, los soldados del ejército alemán y los civiles que perdieron sus hogares, sus familias y sus amigos en el transcurso de esos terribles meses. Hillgruber no negó que los soldados alemanes que defendieron hasta el último momento posible cada centímetro de territorio alemán en el Este también defendían un régimen brutal. Pero añadió a esta observación el hecho igualmente importante de que los esfuerzos defensivos tenían un valor moral independiente, es decir, permitir escapar a tantos civiles como fuera posible." 
El historiador británico Richard J. Evans, en su libro de 1989 In Hitler's Shadow  (A la sombra de Hitler), atacó a Hillgruber por sacar de contexto el Frente Oriental, argumentando que la Wehrmacht había sido culpable de crímenes mucho peores en las zonas ocupadas de la Unión Soviética que el Ejército Rojo en las zonas ocupadas de Alemania. Evans escribió que "no fue el ejército soviético el que se adhirió a un concepto de guerra fundamentalmente bárbaro, sino el ejército alemán". Continuó argumentando que:
"Por supuesto, nada de esto excusa la conducta de las tropas soviéticas, la violación masiva de mujeres alemanas, el saqueo, la deportación y el prolongado encarcelamiento en Rusia de muchas tropas alemanas, o la muerte no autorizada de muchos civiles alemanes. Pero hay que decir que la conducta del Ejército Rojo en Alemania no fue en modo alguno tan bárbara como la del Ejército alemán en Rusia. Los rusos no arrasaron deliberadamente ciudades y pueblos enteros en Alemania, ni destruyeron sistemáticamente comunidades enteras durante su ocupación del territorio alemán." 
Evans argumentó contra Hillgruber que a pesar de que las expulsiones de alemanes étnicos de Europa Oriental se realizaron de una manera extremadamente brutal que no podía defenderse, el objetivo básico de expulsar a la población alemana étnica de Polonia y Checoslovaquia estaba justificado por el papel subversivo desempeñado por las minorías alemanas antes de la Segunda Guerra Mundial. Evans escribió que Hillgruber simplemente estaba equivocado cuando afirmaba que el gobierno polaco en el exilio en Londres tenía ambiciones de anexar Alemania oriental, y que los polacos se oponían a la expansión de su nación hacia el oeste, prefiriendo en cambio que Polonia fuera restaurada a sus fronteras anteriores a septiembre de 1939. Evans escribió que las decisiones de expandir Polonia hacia el oeste fueron tomadas por los británicos y los estadounidenses como una forma de compensar a Polonia por el territorio que la Unión Soviética planeaba volver a anexar de Polonia y como una forma de tratar de persuadir a los soviéticos para que ampliaran el gobierno de Lublin. Evans argumentó que no era cierto, como Hillgruber había afirmado, que las expulsiones de los alemanes de Europa Oriental fueron causadas por prejuicios antialemanes sostenidos por líderes británicos y estadounidenses, sino que afirmó que fue el comportamiento de las minorías étnicas alemanas durante guerra lo que llevó a su expulsión. Evans escribió que bajo la República de Weimar la gran mayoría de los alemanes étnicos en Polonia y Checoslovaquia dejaron en claro que no eran leales a los Estados en los que vivían, y bajo el Tercer Reich las minorías alemanas en Europa Oriental eran herramientas voluntarias del poder alemán y su política exterior. Evans afirmó que Hillgruber se equivocó cuando describió la Alemania oriental anterior a 1945 como una "área de asentamiento alemán centenaria", argumentando que en muchas áreas como la Alta Silesia la naturaleza alemana de la misma fue el resultado de una germanización forzada en el período imperial. Señaló que incluso Hillgruber admitió que hasta 1918 el Estado alemán se había vuelto cada vez más severo en su discriminación y opresión contra las minorías no alemanas. Escribió que muchas áreas de Europa Oriental presentaban una mezcla de varios grupos étnicos de los cuales los alemanes eran sólo uno, y que fue el papel destructivo desempeñado por los alemanes étnicos como instrumentos de la Alemania nazi lo que llevó a su expulsión después de la guerra. Asimismo, Evans argumentó que Hillgruber estaba totalmente equivocado cuando afirmó que los aliados tenían planes de dividir Alemania durante la guerra. Escribió que los aliados tenían varios planes posibles para Alemania después de la guerra, ninguno de los cuales fue adoptado como política, y que la división de Alemania fue producto de la Guerra Fría, no de ningún plan elaborado durante la Segunda Guerra Mundial.
Evans señaló que si bien Hillgruber siempre usó las palabras "destrucción" y "asesinato" para describir la Shoah en su ensayo sobre el Holocausto, Habermas, a través del "ejemplo injusto" del subtítulo del libro de Hillgruber, había dejado un punto válido. Evans escribió que en su ensayo sobre el Holocausto, Hillgruber escribió en un tono frío y distante para describir la "solución final", lo que contrastaba muy marcadamente con el tono apasionado y enojado del ensayo que trataba de la derrota de Alemania. Asimismo, Evans atacó a Hillgruber por centrarse demasiado en Hitler como explicación del Holocausto y afirmó que Hillgruber estaba siendo muy engañoso al afirmar que los otros líderes nazis eran "apolíticos" y, en cambio, afirmó que todos los líderes nazis eran fanáticos antisemitas. Sostuvo que Hillgruber, al tratar el Holocausto como algo causado enteramente por Hitler, ignoró el papel central desempeñado por el ejército alemán, la administración pública y los junkers como agentes de la "solución final". A pesar de esta crítica, escribió contra Habermas que "ninguna lectura seria" del ensayo de Hillgruber podría respaldar la afirmación de que Hitler había forzado el Holocausto "contra la voluntad" de los otros líderes nazis. Evans escribió contra la afirmación de Hillgruber de que el antisemitismo en la Alemania imperial no era tan malo como lo demostró el colapso electoral de los partidos völkisch en las elecciones al Reichstag de 1912, y que Hillgruber ignoró el hecho de que el colapso de los partidos völkisch fue causado por la "corriente dominante", y que partidos como el Centro Católico y los conservadores incorporan el antisemitismo völkisch en sus plataformas. Del mismo modo, sostuvo que Hillgruber había ignorado la popularidad generalizada de las ideas völkisch antisemitas, eugenistas y darwinistas sociales en Alemania en las décadas de 1880 y 1890, que tal vez no tuvieron un impacto político inmediato en ese momento, pero sí proporcionaron la atmósfera intelectual que hizo posible al Tercer Reich. Evans opinó que Hillgruber se había desacreditado totalmente en la disputa de los historiadores y que su reputación como erudito estaba hecha jirones.
En un ensayo de abril de 1990 titulado  On Emplotment - Andreas Hillgruber (Sobre el empleo - Andreas Hillgruber), el teórico marxista británico Perry Anderson escribió contra Evans en apoyo de Hillgruber que la distinción de Evans entre el objetivo justificado de expulsar a las minorías alemanas y la forma injustificada en que se logró esto era insostenible. Cosideró que Hillgruber tenía razón cuando afirmó que el general Władysław Sikorski y otros destacados políticos polacos apoyados por Churchill deseaban anexar Prusia Oriental, Silesia y Pomerania a partir de 1940. Como parte de su defensa de Hillgruber, afirmó que en las tierras perdidas por Polonia ante la Unión Soviética, los polacos étnicos constituían el 30% de la población, mientras que en las tierras ganadas por Polonia a expensas de Alemania, los alemanes constituían el 90% de la población.Afirmó que Hillgruber tenía razón cuando afirmó que "intereses imperiales tradicionales" en lugar de preocupaciones por los "valores universales" impulsaron la política aliada hacia los alemanes en 1945. Anderson escribió que Hillgruber "merecía respeto" por su anhelo por la Heimat (patria) perdida de Prusia Oriental, afirmando que Hillgruber había nacido y crecido en Prusia Oriental, un lugar que amaba profundamente y que ahora literalmente ya no existía y al que nunca podría volver. Anderson argumentó que la posición de Alemania en Europa Central había desempeñado históricamente un papel central en la identidad nacional alemana, y que Hillgruber se quejaba correctamente de su ausencia. Anderson escribió:
"Hillgruber murió en mayo de 1989. En noviembre cayó el Muro de Berlín. Hoy, menos de un año después [Anderson escribía en abril de 1990], la reunificación alemana está al alcance de la mano. Hillgruber, un conservador, vio las cosas con más lucidez que sus críticos liberales. De hecho, la reunificación de Alemania implicará el resurgimiento de una Europa Central que ya está en statu nascendi; y la reconstrucción de Europa Central prácticamente restaurará la independencia de Europa en su conjunto, en el teatro más amplio del mundo. Haber afirmado estas conexiones tan claramente, en vísperas de su realización histórica, no fue un logro despreciable." 
Anderson afirmó que era difícil argumentar en contra del argumento de Hillgruber de que el Holocausto fue sólo un capítulo de la historia más amplia del horror del siglo XX. Elogió a Hillgruber como el primer historiador que trazó cómo los planes para un extenso imperio oriental para Alemania revelados en el verano de 1916 por Paul von Hindenburg y Erich Ludendorff evolucionaron 25 años después hasta convertirse en una realidad genocida en el verano de 1941. A pesar de cierta simpatía por Hillgruber, Anderson fue más crítico con otros aspectos de Zweierlei Untergang y argumentó que la condena de Hillgruber del intento de golpe de Estado del 20 de julio de 1944 como irresponsable y su afirmación de que la continuación de la Segunda Guerra Mundial hasta mayo de 1945 estaba "justificada" al permitir que 2 millones de civiles alemanes escaparan del Oeste y otros 2 millones de soldados alemanes se rindieran a los aliados occidentales en lugar de los soviéticos estaba completamente equivocada, ya que el millón de soldados alemanes muertos entre el verano de 1944 y la primavera de 1945, por no hablar de los muertos y heridos aliados, los civiles alemanes muertos por los bombardeos aliados, los muertos en el Holocausto y otras víctimas del terror nazi, simplemente la invalidaban. Señaló que la demanda de Hillgruber de "identificación" con las tropas alemanas en el frente oriental reflejaba sus propios antecedentes personales como soldado de infantería que luchó en Prusia Oriental en 1945, y argumentó que Hillgruber no tenía derecho a intentar imponer sus preferencias personales a otros historiadores.. Comentó además que en su ensayo sobre el Holocausto, Hillgruber no exigió "identificación" con las víctimas del mismo  Anderson concluyó:
"Un examen minucioso de Zweierlei Untergang revela, entonces, una serie de complejidades. Hillgruber fue un historiador nacionalista, pero no un apologista del nacionalsocialismo. El recurso de la colatio no dictaba en sí mismo una disminución de la solución final. Tampoco contribuyó a ello el tratamiento que Hillgruber dio a la destrucción de los judíos europeos como tal. Pero cualquier yuxtaposición de los destinos judíos y alemanes exigía una delicadeza excepcional -moral y empírica- que estaba más allá del alcance de este historiador. En su ausencia, el lacónico no podía dejar de parecer insensible. Por su parte, teñido por la memoria personal, el obituario de Hillgruber sobre el Este alemán también tenía una validez dividida: su evaluación contrafáctica de la conspiración de julio de 1944 era infundada, su veredicto fáctico sobre las expulsiones de 1945-47 estaba bien fundamentado. Finalmente, la proyección de Hillgruber de Europa Central como escenario común y víctima de las tragedias que relataba fracasó manifiestamente en situar a los judíos históricamente dentro de ella; pero de impulso político, captó notablemente bien la posición actual de los alemanes y algunas de sus posibles consecuencias. Todo esto, en su mezcla de agudeza y obtusidad, falacias y previsiones, es bastante normal para un historiador. " 
El historiador estadounidense Peter Baldwin, en el libro de 1990 Reworking the Past, comentó la forma fría y clínica en que Hillgruber habló del Holocausto en contraste con su apasionada ira por el destino de los alemanes asesinados o expulsados en 1945-46. Baldwin continuó señalando que, aunque Hillgruber afirmó que tanto el Holocausto como la expulsión de los alemanes fueron acontecimientos igualmente trágicos, su tono delató cuál consideraba realmente la mayor tragedia.
El historiador australiano Richard Bosworth llamó a Zweierlei Untergang una "elegía" para la "provincia perdida" de Prusia Oriental, en la que nació y creció Hillgruber, y cuyo final en 1945 Hillgruber describió con espantosos detalles.
En 1991, el historiador militar británico Christopher Duffy escribió que Hillgruber había planteado un "desafío formidable" para los historiadores en Zweierlei Untergang con su exigencia de que los historiadores escribieran una historia del Frente Oriental que prestara especial atención al fin del "Este alemán". Afirmó que su libro Tormenta Roja sobre el Reich era un intento de escribir el tipo de historia que Hillgruber había exigido 
En 1992, el historiador israelí Omer Bartov escribió que Hillgruber era uno de los tres líderes del "nuevo revisionismo" en la historia alemana que desató la Historikerstreit de finales de la década de 1980, quienes de alguna manera buscaban promover la imagen de la Wehrmacht como una fuerza para bien restando importancia a los crímenes de guerra de la misma y tratando de retratarla como una víctima de los Aliados más bien que el victimario de los pueblos de Europa: "...la extraña inversión de los roles de la Wehrmacht propuesta por los tres exponentes del nuevo revisionismo, mediante la cual abierta o implícitamente el Ejército se transforma de culpable a salvador, de objeto de destrucción", odio y miedo a uno de empatía y lástima, de victimario a víctima". En particular, Bartov señaló:
- Que la interpretación geográfica de Michael Stürmer de la historia alemana significara que la "misión" de Alemania en Europa Central era servir como baluarte contra la amenaza eslava del Este en ambas Guerras Mundiales.[252]
- Que el argumento de Ernst Nolte sobre un "nexo casual" con el genocidio nacionalsocialista como una respuesta lógica, aunque extrema, a los horrores del comunismo llevó a que los crímenes de la Wehrmacht en la Unión Soviética fueran retratados como esencialmente justificados.[253] Este fue aún más el caso cuando Nolte insistió en que la Operación Barbarroja era, como Hitler afirmó, una "guerra preventiva", lo que significaba que para Nolte Wehrmacht los crímenes de guerra fueron presentados como una respuesta defensiva a la amenaza planteada para Alemania por las "hordas asiáticas".[253]
- Que el llamado de Hillgruber a los historiadores a "identificarse" y "empatizar" con las tropas alemanas que lucharon en el Frente Oriental en 1944-45 implícitamente devaluó las vidas de quienes sufrieron y murieron en el Holocausto, que se permitió que continuara en parte porque las tropas alemanas mantuvieron fuera por tanto tiempo.[253]

Bartov escribió que los tres historiadores habían buscado de diversas maneras justificar y excusar los crímenes de guerra de la Wehrmacht describiéndola como involucrada en una batalla heroica por la civilización occidental, a menudo usando el mismo lenguaje que los nazis, como refiriéndose al Ejército Rojo como las "hordas asiáticas". Bartov concluyó que este tipo de argumentos reflejaban una falta de voluntad más amplia por parte de algunos alemanes para admitir lo que hizo su ejército durante la guerra.
La historiadora estadounidense Deborah Lipstadt en su libro de 1993 Denying the Holocaust (Negando el Holocausto) acusó a Hillgruber de ser un apologista alemán extremadamente ofensivo con su afirmación de que el Holocausto y el fin de Alemania como gran potencia fueron tragedias igualmente grandes que "pertenecían juntas". Lipstadt escribió que consideraba a Hillgruber culpable de un relativismo moral con su llamado a los historiadores a "identificarse" con los soldados alemanes en el Frente Oriental que conscientemente minimizaban el sufrimiento judío y los muertos judíos del Holocausto mientras elevaban falsamente el sufrimiento alemán y la muerto al mismo nivel. En su libro de 1994 Un mundo en armas, el viejo adversario de Hillgruber, Gerhard Weinberg, calificó la tesis de Hillgruber en Zweierlei Untergang como "...una inversión absurda de las realidades". Weinberg comentó sarcásticamente que si el ejército alemán hubiera resistido más tiempo contra los aliados en 1945 como Hillgruber había deseado, el resultado no habría sido salvar más vidas alemanas como Hillgruber había afirmado, sino más bien un bombardeo atómico estadounidense sobre Alemania.
En un ensayo de 1998, el historiador israelí Yehuda Bauer llamó a Hillgruber un "gran historiador alemán" que "desafortunadamente" en la década de 1980 "involuntariamente" y "contra su voluntad" se permitió asociarse con la fracción de historiadores alemanes centrada en Ernst Nolte. Bauer continuó elogiando a Hillgruber como una forma de refutar a Arno J. Mayer como el historiador que demostró en su ensayo de 1972 `Die Endlösung' und das deutsche Ostimperium als Kernstück des rassenideologische Programms des Nationsozialismus (La solución final y el imperio alemán de oriente como núcleo del programa ideológico racial del nacionalsocialismo) que en el nacionalsocialismo el comunismo era visto como un instrumento de los judíos y, por lo tanto, contrariamente a Mayer, que el anticomunismo nazi estaba definitivamente subordinado al antisemitismo.
El historiador británico Sir Ian Kershaw en la edición de 2000 de su libro The Nazi Dictatorship (La dictadura nazi) argumentó que el enfoque de Hillgruber era defectuoso ya que se basaba en la suposición de que para "comprender" un período de la historia era necesario "identificarse" con un lado o el otro.. Kershaw escribió:
"Fue precisamente la afirmación de que la única posición válida de los historiadores es la de identificación con las tropas alemanas que luchan en el frente oriental lo que provocó una crítica tan generalizada y vehemente al ensayo de Hillgruber. El método crítico, que en su otra obra -sin excluir su ensayo sobre "El lugar histórico del exterminio de los judíos" en el mismo volumen que el controvertido tratamiento del frente oriental- lo convirtió en un historiador formidable cuya fuerza residía en su cuidadoso y mesurado tratamiento de los datos empíricos, lo abandonaron por completo en este punto y carecieron por completo de esa empatía unilateral y acrítica con las tropas alemanas." 
El historiador estadounidense Kriss Ravetto señaló que la imagen de Hillgruber del Ejército Rojo como las "hordas asiáticas" que personificaban la barbarie sexual y su uso de imágenes de "inundaciones" y penetración corporal parecían invocar los estereotipos tradicionales del Peligro Amarillo, especialmente el miedo a una guerra voraz y desmasculinizante. La sexualidad asiática amenaza a los blancos. Además, Hillgruber parecía tener miedo de una sexualidad asiática devoradora, que fue la supuesta razón de las violaciones de millones de mujeres alemanas por el Ejército Rojo en 1945, lo que tal vez reflejaba sus propias ansiedades personales profundamente arraigadas. El historiador estadounidense Donald McKale en su libro de 2002 Hitler's Shadow War acusó a Hillgruber de escribir el tipo de tonterías que uno esperaría de un apologista alemán con su afirmación de que la ofensiva de bombardeos estratégicos angloamericanos fue un acto de "genocidio" contra el pueblo alemán. y consideró especialmente ofensiva la comparación que hizo Hillgruber de la ofensiva de bombardeos estratégicos con el Holocausto. McKale argumentó que historiadores como Hillgruber estaban tratando de crear una versión del pasado alemán que permitiera a los alemanes superar la culpa causada por el Holocausto y les permitiera sentirse bien por ser alemanes nuevamente.
El historiador británico Norman Davies en su libro de 2006 Europe at War 1939-1945: No Simple Victory pareció brindar cierto apoyo a Hillgruber al escribir:
"... Andreas Hillgruber publicó un libro provocativamente titulado Zweirelei Untergang o 'Double Ruin' (1986). El tema fue la expulsión de los alemanes del Este en 1945-47. Pero la implicación clara era que Alemania había sido víctima dos veces: una por la derrota militar y otra por las expulsiones. La explosión fue inmediata. Habermas y otros izquierdistas entraron en acción con una ráfaga de artículos y cartas. Afirmaron que la singularidad del Holocausto estaba siendo atacada. No les gustaban las comparaciones, particularmente entre la tragedia de los judíos y las desgracias de los alemanes."  Davies llegó a argumentar que las revelaciones hechas después de la caída del comunismo en Europa Oriental en 1989-91 respaldaban la equiparación moral de Hillgruber entre nacionalsocialismo y comunismo.
El historiador económico británico Adam Tooze en su libro de 2006 The Wages of Destruction escribió que su interpretación de la política exterior alemana le debe mucho al libro "monumental" de Hillgruber Hitlers Strategie (La estrategia de Hitler). Tooze añadió que sentía que Historikerstreit tuvo el desafortunado efecto de oscurecer la "inmensa contribución" que Hillgruber había hecho a "...nuestra comprensión del Tercer Reich".

## Obras
- Hitler, König Carol und Marschall Antonesu: die deutsch-rumänischen Beziehungen, 1938-1944 (Hitler, el rey Carol y el mariscal Antonesu: la relación germano-rumana, 1938-1944), 1954.
- coescrito con Hans-Günther Seraphim "Hitlers Entschluss zum Angriff auf Russland (Eine Entgegnung)" (La decisión de Hitler para el ataque a Rusia: una respuesta) págs. 240–254 de Vierteljahrshefte für Zeitgeschichte, volumen 2, 1954.
- Hitlers Strategie: Politik und Kriegsführung, 1940-1941, (La estrategia de Hitler: política y liderazgo en la guerra, 1940-1941) 1965.
- "Riezlers Theorie des kalkulierten Risikos und Bethmann Hollwegs politische Konzeption in der Julikrise 1914" (La teoría del riesgo calculado de Riezler y la concepción política de Bethmann Hollweg en la crisis de julio de 1914") págs. 333–351 de Historische Zeitschrift, volumen 202, 1966.
- Deutschlands Rolle in der Vorgeschichte der beiden Weltkriege, 1967; traducido al inglés por William C. Kirby como Alemania y las dos guerras mundiales, Harvard University Press, 1981. ISBN 978-0-674-35321-3
- Kontinuität und Diskontinuität in der deutschen Aussenpolitik von Bismarck bis Hitler (Continuidad y discontinuidad en la política exterior alemana de Bismarck a Hitler), 1969.
- Bismarcks Aussenpolitik (La política exterior de Bismarck), 1972.
- "`Die Endlösung' und das deutsche Ostimperium als Kernstück des rassenideologische Programms des Nationsozialismus" (La 'solución final' y el Imperio alemán en el Este como núcleo del programa ideológico basado en la raza del nacionalsocialismo) págs. 133-153 de Vierteljahrshefte für Zeitgeschichte, volumen 20, 1972.
- Deutsche Geschichte, 1945-1972: Die "Deutsche Frage" in der Weltpolitik (Historia alemana, 1945-1972: La "cuestión alemana" en la política mundial), 1974.
- "El lugar de Inglaterra en los planes de Hitler para el dominio mundial", págs. 5–22 de Revista de Historia Contemporánea, Volumen 9, 1974.
- Deutsche Grossmacht-und Weltpolitik im 19. y 20. Jahrhundert (Política alemana de grandes potencias globales durante los siglos XIX y XX), 1977.
- Otto von Bismarck: Gründer der europäischen Grossmacht Deutsches Reich (Otto von Bismarck: fundador de la gran potencia europea, el Reich alemán), 1978.
- "Tendenzen, Ergebnisse und Perspektiven der gegenwärtigen Hitler-Forschung" (Tendencias, resultados y perspectivas de la actual investigación sobre Hitler) págs. 600–621 de Historische Zeitschrift, volumen 226, junio de 1978.
- Europa in der Weltpolitik der Nachkriegszeit (1945–1963) (Europa en la política mundial durante el período de posguerra, (1945–63)), 1979.
- Sowjetische Aussenpolitik im Zweiten Weltkrieg (La política exterior soviética en la Segunda Guerra Mundial), 1979.
- Die gescheiterte Grossmacht: Eine Skizze des Deutschen Reiches, 1871–1945 (La gran potencia fallida: un bosquejo del Reich alemán, 1871–1945), 1980.
- coescrito con Klaus Hildebrand Kalkül zwischen Macht und Ideologie. Der Hitler-Stalin-Pakt: ¿Parallelen bis heute? (Cálculo entre poder e ideología El pacto Hitler-Stalin: ¿Paralelos con la actualidad?), 1980,ISBN 978-3-7201-5125-2.
- Der Zweite Weltkrieg, 1939-1945: Kriegsziele und Strategie der grossen Mächte (La Segunda Guerra Mundial, 1939-1945: objetivos bélicos y estrategia de las grandes potencias), 1982.
- "Noch einmal: Hitlers Wendung gegen die Sowjetunion 1940", págs. 214-226 de Geschichte in Wissenschaft und Unterricht, volumen 33, 1982.
- Die Last der Nation: Fünf Beiträge über Deutschland und die Deutschen (La carga de la nación: cinco contribuciones sobre Alemania y los alemanes), 1984.
- "El exterminio de los judíos europeos en su contexto histórico: una recapitulación", págs. 1–15 de Estudios de Yad Vashem, volumen 17, 1986.
- "Hitler und die USA" (Hitler y Estados Unidos) págs. 27–41 de Deutschland und die USA 1890-1985 (Alemania y Estados Unidos 1890-1985) editado por D. Junker, 1986.
- Zweierlei Untergang: Die Zerschlagung des Deutschen Reiches und das Ende des europäischen Judentums (Dos tipos de ruina: la caída del Reich alemán y el fin de los judíos europeos), 1986.
- Die Zerstörung Europas: Beiträge zur Weltkriegsepoche 1914 bis 1945 (La destrucción de Europa: contribuciones sobre la época de las guerras mundiales, 1914 a 1945), 1988.
- "La guerra en Oriente y el exterminio de los judíos" págs. 85–114 de El Holocausto nazi Parte 3, La "solución final": la implementación del asesinato en masa Volumen 1 editado por Michael Marrus, Mecler: Westpoint, CT 1989.
- "No se prohíbe investigar ninguna pregunta", pp. 155–161, "Carta al editor del Frankfurter Allgemeine Zeitung, 29 de noviembre de 1986" p. 198; "Jürgen Habermas, Karl-Heinz Janßen y la Ilustración en el año 1986", págs. 222-236 y "Mis observaciones finales sobre la llamada Historikerstreit, 12 de mayo de 1987", págs. 268–269 de ¿ Para siempre a la sombra de Hitler? : Documentos originales de Historikerstreit, La controversia sobre la singularidad del Holocausto editado por Ernst Piper, Atlantic Highlands, Nueva Jersey: Humanities Press, 1993,ISBN 978-0-391-03784-7.
- "La persecución de los judíos: su lugar en la historia alemana", págs. 280–286 de Investigación actual sobre antisemitismo editado por Herbert A. Strauss y Werner Bergmann, Berlín: Walter de Gruyter, 1993.